# Almançor

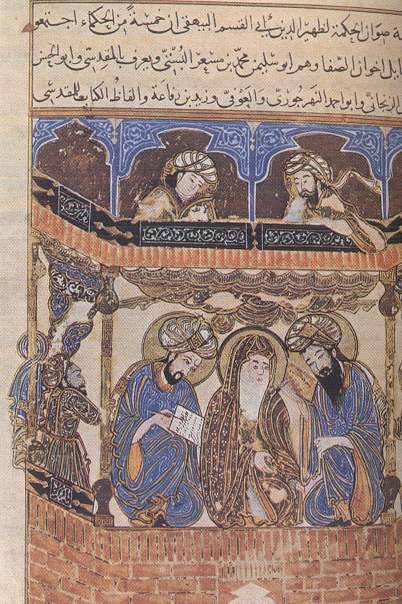
Alfaqui com os seus pupilos numa miniatura abássida. Vários antepassados de Almançor foram alfaquis, uma tradição familiar que ele próprio seguiu

Almançor (em árabe: المنصور; romaniz.: al-Manṣūr; (Turruxe, c. 939 – Medinaceli, 9 de agosto de 1002),
foi um militar e político do Alandalus (Hispânia muçulmana) que, como hájibe (camareiro-mor)
do débil califa Hixame II, foi o governante de facto durante o apogeu do Califado de Córdova.
Nascido numa alcaria (pequena vila) nos arredores de Turruxe, no seio duma família de origem iemenita com alguns antepassados jurisconsultos, na juventude foi para Córdova para se formar como alfaqui. Depois de um começo humilde, ingressou na administração do califado e rapidamente ganhou a confiança de Subh, a favorita do califa Aláqueme II e mãe do herdeiro do trono. Graças à proteção de Subh e à sua competência, em pouco tempo acumulou vários cargos.
Durante o reinado de Aláqueme II (961–976) ocupou vários cargos administrativos importantes, como o de diretor da casa da moeda (967), administrador da favorita do califa e dos seus filhos, das heranças intestadas e do intendente do exército de Galibe ibne Abderramão (973). A morte de Aláqueme II em 976 marcou o começo da época califal dominada por Almançor, que perdurou depois da sua morte, até 1009, com o governo dos seus filhos, primeiro Abedal Maleque Almuzafar e depois Abderramão Sanchuelo. Como hájibe do califado (desde 978), teve um poder extraordinário no Estado andalusino, quer em toda a Península Ibérica como em parte do Magrebe, relegando o califa Hixame II para um papel praticamente apenas figurativo.
Alguns historiadores atribuem a sua impressionante ascensão ao poder a uma insaciável "sede de domínio", mas Eduardo Manzano Moreno adverte que «deve entender-se no contexto das complexas lutas internas que se desenvolviam no seio da administração omíada». Profundamente religioso, o seu controlo do poder político teve o apoio pragmático das autoridades religiosas muçulmanas, o que não evitou tensões periódicas entre o caudilho e essas autoridades. Na base do seu poder esteve a sua defesa da jiade que, por não ser califa, proclamava em nome deste. A sua imagem de paladino do islão serviu para justificar a sua autoridade governamental. Ao conquistar o domínio político no califado, realizou profundas reformas na política externa e interna.
Levou a cabo numerosas campanhas militares vitoriosas, tanto na Península Ibérica como no Magrebe. Apesar do sucesso das incursões contra os reinos cristãos peninsulares, conhecidas como aceifas, elas só conseguiram deter provisoriamente o avanço cristão em direção a sul, e apenas recuperou territórios que já tinham sido do califado.

## Origens e juventude
Não obstante haver muitas dúvidas sobre o ano exato do nascimento de Almançor, tudo parece indicar que este ocorreu em 939, embora também possa ter ocorrido em 938. A sua família (Abu ʿAmir) era árabe, proprietária de terras e de origem iemenita, da tribo Maʿafir, estabelecida desde a invasão muçulmana da Península Ibérica em Turruxe (ou Turrush), uma alcaria pertencente à Cora de al-Yazirat, situada junto à foz do rio Guadiaro [es] no que é hoje o município andaluz de San Roque. As terras da sua família foram dadas por Tárique ibne Ziade, o comandante da invasão muçulmana, a um antepassado de Almançor de nome Abedal Maleque, como recompensa pela sua atuação na invasão, nomeadamente na conquista de Carteia. A abundância de topónimos derivados do árabe Turrux na Andaluzia, principalmente nas províncias de Málaga e Granada, fez com que várias localidades tenham sido erradamente assinaladas como a terra natal de Almançor.
Alguns membros da família desempenharam funções de cádi (juiz) e juristas. A posição social da família melhorou consideravelmente com a nomeação do avô paterno de Almançor como cádi de Sevilha e o seu casamento com uma filha dum vizir, governador de Badajoz e médico do califa Abderramão III (r. 912–961). O pai de Almançor, Abedalá, é descrito como um homem piedoso, bondoso e ascético que morreu em Trípoli quando regressava da sua peregrinação a Meca. A mãe, Buraia, também pertencia a uma família árabe. Ainda assim, a família não era de classe alta e, pelo contrário, era relativamente modesta e provinciana.

## Ascensão à corte califal
Quando ainda era muito jovem, ibne Abi ʿAmir foi viver para Córdova, onde estudou direito e letras sob a tutela dum tio materno. Esta formação devia facilitar-lhe o ingresso na administração estatal, pois as oportunidades de carreira nas forças armadas eram limitadas para os árabes. Como muitos outros jovens de famílias acomodadas, recebeu formação na interpretação do Alcorão, em tradição profética e em aplicação da lei islâmica, completando a sua educação como alfaqui, com o objetivo de se tornar juiz. Da época de estudante conservou o gosto por literatura. Tendo sido aluno de mestres de renome na tradição legal islâmica e nas letras, mostrou talento para essas áreas.
A morte do seu pai e a má situação familiar levaram-no a abandonar os estudos e a tornar-se escrivão profissional. Depois de ocupar um modesto posto de memorialista no palácio e na Mesquita de Córdova, perto dos gabinetes da administração, para ganhar o seu sustento, o jovem destacou-se rapidamente pelas suas qualidades e ambição, tendo iniciado a sua fulgurante carreira política como escrivão da sala de audiências do cádi chefe da capital, Maomé ibne al-Salim. Este era um importante conselheiro do califa Aláqueme II, apesar dos seus cargos serem exclusivamente religiosos e não políticos. Em breve chamou a atenção do vizir Jafar Almuxafi, chefe da administração civil, que o introduziu na corte califal, provavelmente por recomendação de ibne al-Salim. Na altura já se destacava pelos seus conhecimentos e competência profissional, que continuaria a demonstrar nos cargos que rapidamente começou a acumular na administração. Então com menos de 30 anos de idade, Almançor foi um dos jovens funcionários que fizeram parte da mudança geracional da corte no início do reinado de Aláqueme II.

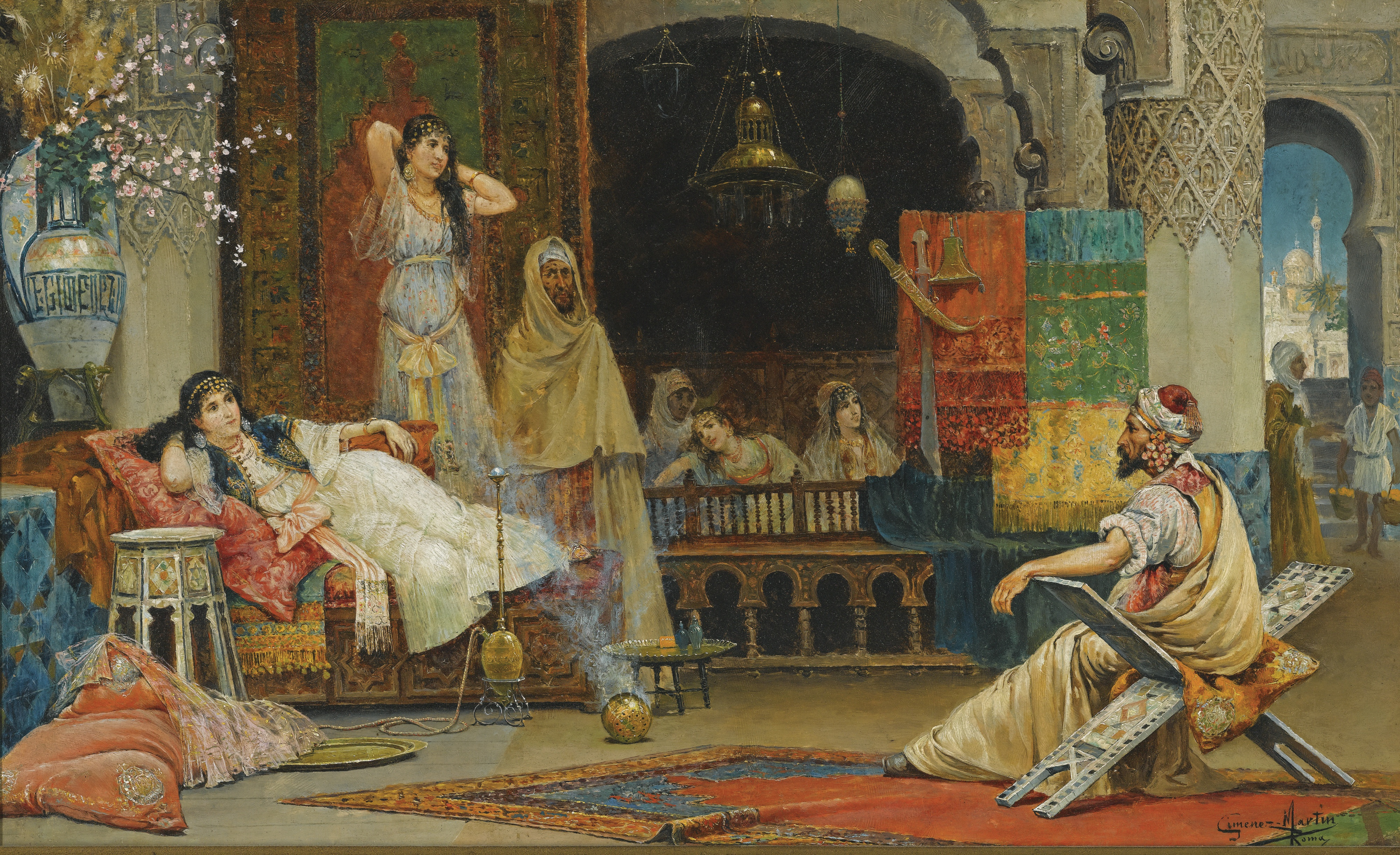
“No Harém”, do pintor Juan Giménez Martín. Pouco depois de ter ingressado na administração califal, Almançor estabeleceu uma aliança duradoura com a mãe do herdeiro do trono, a favorita Subh, que só terminaria em 996

Em finais de fevereiro de 967 foi nomeado intendente do príncipe Abderramão, herdeiro e filho do califa Aláqueme II e da sua favorita, a escrava basca Subh (Aurora nas crónicas cristãs),
com quem estabeleceu uma relação privilegiada que foi muito benéfica para a sua carreira. Não obstante o seu papel ser provavelmente secundário, a responsabilidade como gestor dos bens do herdeiro do trono califal e da mãe deste proporcionou-lhe uma grande proximidade com a família reinante e rapidamente começou a acumular cargos importantes. Sete meses depois da sua primeira nomeação, graças à intercessão de Subh, foi nomeado diretor da casa da moeda e em dezembro de 968 foi nomeado tesoureiro das heranças intestadas.
No ano seguinte foi promovido a cádi de Sevilha e de Niebla, um dos cargos mais importantes do Estado. Em 970, após a morte do príncipe Abderramão, passou a ser administrador do jovem herdeiro Hixame. Por essa época contraiu matrimónio com a irmã do comandante da guarda califal e protegido do novo herdeiro do trono. Começou então a enriquecer, mandou construir uma casa em al-Rusafa, perto do antigo palácio de Abderramão I,
e a oferecer presentes sumptuosos ao harém califal. Após ser destituído do cargo de responsável da casa da moeda, em março de 972 foi acusado de peculato. Foi ajudado financeiramente para cobrir o suposto desfalque, após o que obteve o comando da as-surta al-wusta ("polícia média")
e manteve os outros cargos, incluindo o de administrador do herdeiro e das heranças intestadas.
Em 973 foi encarregado dos aspetos logísticos, administrativos e diplomáticos da campanha califal contra os idríssidas no Magrebe, com o posto oficial de grande cádi das possessões omíadas no Magrebe. A importância da frota nessa campanha e a sua dependência de Sevilha, onde Almançor era cádi e por isso responsável das suas instalações, além da confiança do próprio califa e do seu hájibe, contribuíram para a obtenção dessa responsabilidade. O cargo dava-lhe autoridade sobre civis e militares e, na prática, a supervisão da campanha. Uma das suas missões fundamentais era obter a submissão dos notáveis da região mediante a oferta de presentes formais
que representavam a lealdade dos presenteados ao califa, o que, juntamente com as vitórias militares, minaram a posição do inimigo.
Após os idríssidas terem sido derrotados, Almançor regressou doente à corte cordovesa em setembro de 974, com a intenção de recuperar e retomar as suas funções. Nunca mais voltaria ao Norte de África. A sua experiência como supervisor das tropas envolvidas na campanha magrebina deu-lhe a oportunidade de apreciar a possível utilidade política dos militares se conseguisse o seu controlo. Além disso, permitiu-lhe também estabelecer relações com os chefes tribais norte-africanos e com o seu futuro e poderoso sogro, o general Galibe ibne Abderramão, que tinha dirigido os aspetos militares da operação. A sua habilidade para gerir os aspetos organizacionais e económicos da campanha, amplamente reconhecida e premiadas meses antes com a sua nomeação para ser novamente responsável da casa da moeda califal, foi crucial para o começo do seu êxito político. Nos últimos meses da doença terminal de Aláqueme II, este nomeou-o inspetor das tropas profissionais, nas quais tinham sido integrada a maior parte dos berberes trazidos do Magrebe pelo califa para formar uma força leal à sua pessoa que garantisse o acesso ao trono de seu jovem filho.

## Conquista do poder

### Eliminação dos pretendentes e triunvirato
A morte do califa Aláqueme II a 1 de outubro de 976
e a proclamação do seu filho Hixame marcaram o início dum novo período ascendente na carreira política de Almançor. Foi também um evento crucial na história do califado, que a partir daí foi marcado pela sua figura e pelo afastamento gradual do poder efetivo do terceiro califa andalusino. O Alandalus passou por uma grave crise de sucessão naquela época, pois o sucessor designado, Hixame, nascido em 965, além de ser muito jovem para reinar, tinha muito pouca formação, dado que o pai só o tinha associado ao governo quando tinha oito, nove ou onze anos. Esta era uma situação extraordinária, pois nunca antes o emirado ou o califado tinham estado nas mãos dum menor. Algumas escolas de jurisprudência islâmica rechaçavam a possibilidade de que um menor alcançasse o posto de califa, mas a tradição omíada andalusina garantia a herança de pais a filhos e o caso de Abderramão III, constituía um precedente.
Perante esta situação, e apesar dos esforços de Aláqueme durante os seus últimos anos de vida para assegurar a sucessão do seu filho associando-o a tarefas de governo, os altos dignitários do califado dividiram-se em relação à sucessão. Alguns defendiam a nomeação do hájibe Jafar Almuxafi, enquanto outros preferiam dar o título califal a Almuguira, um dos irmãos do defunto, filho mais novo e favorito de Abderramão III, que tinha 27 anos.

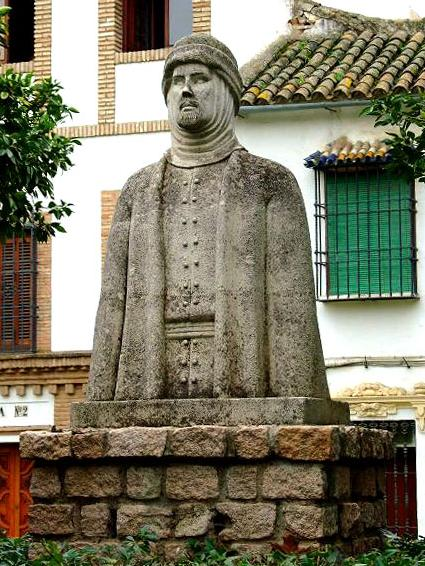
Estátua de Aláqueme II em Córdova

Logo que Aláqueme morreu, dois destacados saqalibas com cargos importantes na corte, incentivaram e prepararam a proclamação de Almuguira como califa, com a condição deste nomear Hixame como o seu herdeiro e desembaraçar-se do hájibe Almuxafi. Esses dois saqalibas, que mais tarde ocuparam os lugares mais destacados na cerimónia de proclamação do Hixame após o seu plano ter sido frustrado, contavam com o apoio dos cerca de mil saqalibas da corte e com isso o controlo da guarda do palácio. O hájibe Almuxafi, verdadeiro centro do poder político, já tinha antecipado a conjura dos saqalibas há vários anos e tinha-se preparado para a enfrentar, pelo que após a morte de Aláqueme, desbaratou rapidamente a conjura com a ajuda de Subh e encarregou Almançor de assassinar o pretendente. Almuxafi começou por fingir apoiar os conspiradores para de seguida frustrar os seus planos com o apoio das tropas berberes. Nessa altura, Almançor era já um destacado funcionário e membro da corte, com acesso privilegiado ao jovem califa e à mãe deste. O apoio de Almançor, mão direita de Subh, ao jovem califa foi crucial para a sua subida ao poder.
Almançor seguiu as ordens com alguma relutância, e após ter cercado a casa de Almuguira com um destacamento de cem soldados irrompeu casa dentro e informou Almuguira da morte de Aláqueme e da entronização de Hixame II. O jovem tio de Hixame manifestou a sua lealdade ao sobrinho, mas confrontado com as dúvidas de Almançor, Almuxafi exigiu o cumprimento da ordem de matar o pretendente. Almuguira foi estrangulado diante da sua família no salão da sua casa e pendurado numa viga do teto de uma divisão adjacente, como se tivesse cometido suicídio. Almuxafi garantiu assim o cumprimento dos desejos do seu defunto senhor no sentido de assegurar o trono para Hixame. Os partidários do jovem califa apoiaram-se na guarda berbere, criada por Aláqueme para o seu filho, para enfrentarem os saqalibas. Mais de 800 destes foram expulsos do palácio como resultado da crise.
Hixame II foi investido califa em 1, 2 ou 3 de outubro de 976 (o dia varia conforme os autores) com o título de al-Mu'ayyad bi-llah ("o que recebe a assistência de Deus"). Almançor participou na cerimónia e recolheu as atas dos juramentos de fidelidade dos assistentes, após estes se apresentarem ante o cádi. A 8 de outubro Hixame nomeou Almuxafi como seu hájibe (camareiro-mor ou primeiro-ministro) e Almançor como vizir e delegado do hájibe. Este, então com 36 anos, manteve uma posição de singular importância como vínculo entre a mãe do novo califa — que na prática se tornou regente devido à menoridade de Hixame — e a administração encabeçada por Almuxafi. O poder de facto ficou nas mãos dum triunvirato composto pelo hájibe Almuxafi, o vizir Almançor e o general Galibe. Para aumentar o apoio popular ao jovem califa e reforçar a sua posição, o impopular imposto sobre o azeite foi abolido.

### Queda em desgraça de Almuxafi

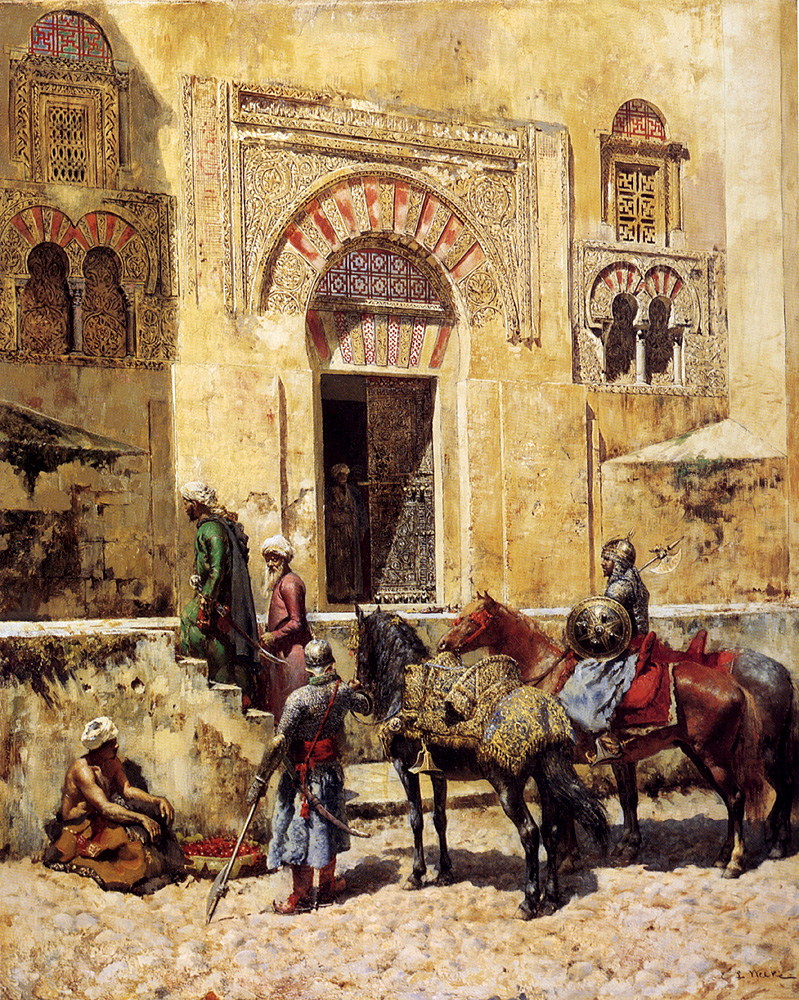
Entrando na Mesquita, de, mostrando soldados junto à Mesquita de Córdova. Almançor obteve o controlo do exército da capital, que acantonou na sua nova residência fortificada, a Medina Alzahira, construída em 979

Apesar da aliança entre Almuxafi e Almançor ter minado o tradicional poder dos saqalibas na corte, as relações entre os dois aliados deterioraram-se passado pouco tempo. A incapacidade do hájibe para enfrentar a crise de prestígio exterior causada pelas intrigas sucessórias e as incursões cristãs, que em 976 quase alcançaram a capital, permitiu a Almançor tomar conta do comando das tropas da capital após assegurar a Subh a sua capacidade para restaurar o prestígio militar que Almuxafi não tinha conseguido recuperar. Ao contrário do hájibe, Almançor inclinava-se para responder militarmente às incursões cristãs e mostrou-se disposto a comandar uma aceifa de represália. Almuxafi, pelo contrário, advogava a adoção duma estratégia defensiva que, na prática e apesar do poderio militar cordovês, resultaria na entrega aos estados cristãos dos territórios a norte do rio Guadiana. Graças à influência de Subh, Galibe obteve nessa altura o governo da Marca Inferior e o comando dos exércitos fronteiriços.
Em fevereiro de 977 Almançor saiu da capital para realizar a sua primeira campanha militar na região de Salamanca, ainda no âmbito da estratégia de contenção dos estados cristãos seguida durante o reinado anterior. A sua nomeação como alcaide (comandante das tropas da capital) denota uma aproximação a Galibe (comandante das tropas fronteiriças) e o fim do triunvirato de que também fazia parte Almuxafi. Durante essa campanha, que durou quase dois meses, foram saqueados os arrabaldes de Baños de Ledesma (atualmente no município de Vega de Tirados) e capturadas 2 000 prisioneiras, que foram levadas para Córdova, mas não foi tomada qualquer fortaleza. No mesmo ano Almançor comandou mais duas campanhas. Na primeira delas o alvo foi Cuéllar e na segunda, levada a cabo no outono, foi atacada Salamanca.
O prestígio militar de Almançor, ganho graças a ter rechaçado as forças cristãs nessas campanhas — nas quais mais uma vez o objetivo não era de conquista, mas obter fama e debilitar o inimigo — permitiu-lhe solicitar o posto de prefeito de Córdova, até aí ocupado por um filho de Almuxafi. A sua nova reputação militar e o apoio do harém e de Galibe permitiram-lhe obter o posto sem o consentimento do hájibe. Esta ação deixou claro um confronto aberto entre Almançor, que até então era aparentemente um servidor fiel e eficiente do hájibe, e Almuxafi. Este último, que devia o seu poder ao apoio do califa anterior, já não tinha apoiantes firmes e era considerado um arrivista pelas famílias mais importantes da administração cordovesa, tentou contrariar a aliança entre os outros dois membros do triunvirato com o casamento de outro dos seus filhos com a filha de Galibe, Asma. Almançor, que astuciosamente tinha ganho o favor da mãe do califa, de Galibe e das principais famílias ligadas à corte, interveio habilmente, usando a intercessão de Subh e dirigindo-se diretamente a Galibe para que este retirasse o seu beneplácito inicial ao casamento e fosse ele a casar-se com a filha. A faustosa boda de matrimónio foi celebrada na primavera de 978, oito meses depois da assinatura do contrato nupcial, que selou a aliança entre Almançor e Galibe e marcou a declínio do poder de Almuxafi.
Poucos dias depois do casamento, Galibe e Almançor partiram para uma nova aceifa, que alcançou Salamanca. Os êxitos militares aumentaram o poder dos dois aliados e minaram ainda mais o poder do hájibe na corte. Os dois comandantes vitoriosos receberam novos títulos como recompensa dos seus sucessos militares e Almançor foi nomeado "vizir duplo" do interior e da defesa, os dois vizirados mais importantes. Por sua vez, Galibe obteve o título de hájibe — uma situação inaudita, pois nunca tinha havido dois hájibes ao mesmo tempo — o que retirou a Almuxafi a maior parte das suas funções. Almuxafi acabaria por ser destituído e preso. Segundo a maior parte dos historiadores, a destituição terá ocorrido em finais de 977, mas há outros que apontam para o final de março de 978, poucos dias depois do casamento de Almançor com a filha de Galibe, Os familiares e partidários do hájibe caído em desgraça que ocupavam cargos na administração foram também presos e os seus bens foram confiscados. Almançor sucedeu a Almuxafi como segundo hájibe e os cargos mais importantes ficaram nas mãos de pessoas da sua confiança ou, em alguns casos, de familiares seus. O desaparecimento do antigo hájibe fez com que o califa fosse visto cada vez menos e Almançor se passasse a ser paulatinamente o intermediário entre o califa e o resto do mundo. No entanto, consciente de que o seu poder emanava de Hixame, Almançor teve o cuidado de manter a aparência de que o jovem califa continuava a exercer a soberania.

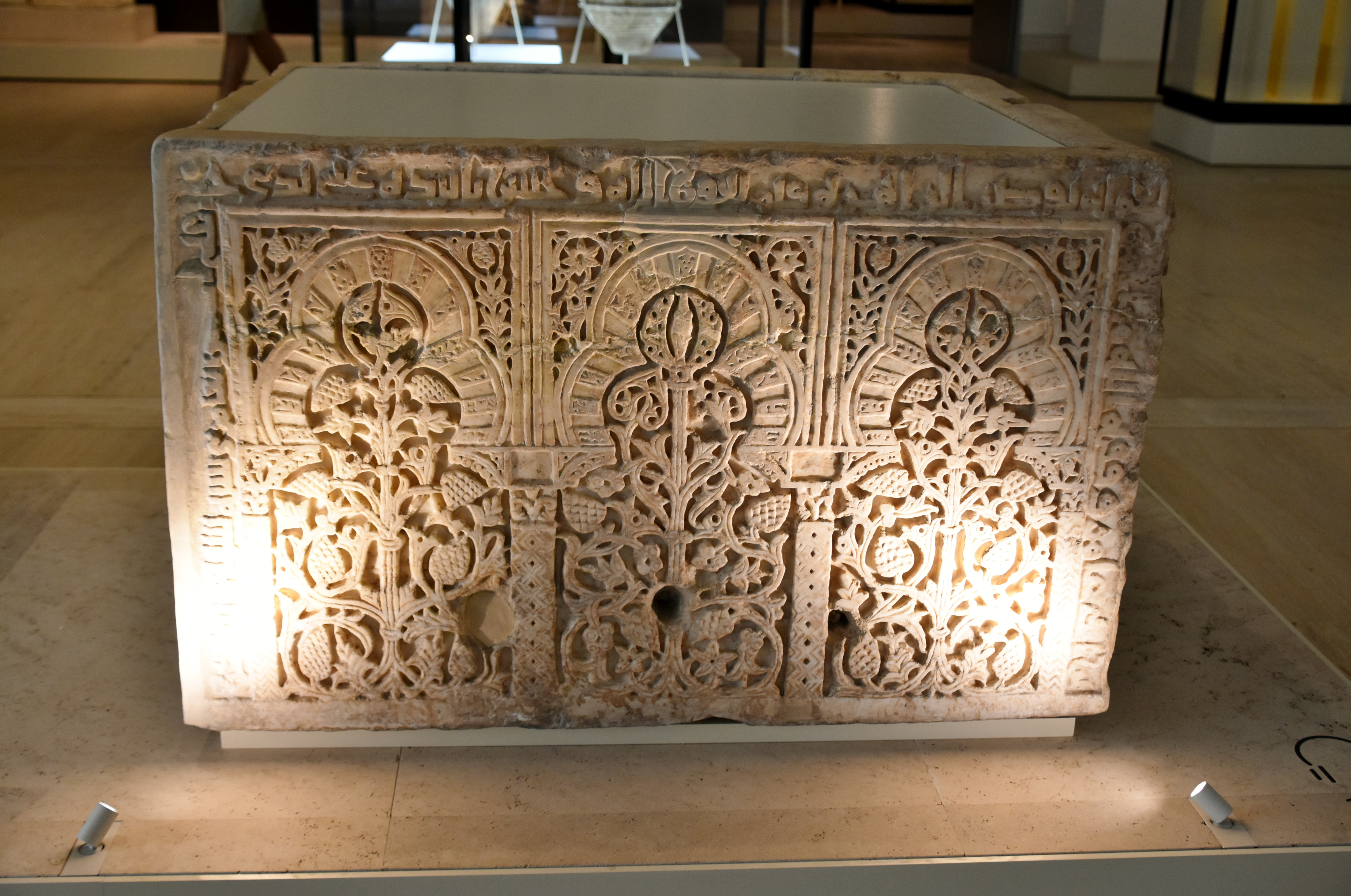
Bacia de abluções de Almançor na mesquita da Medina Alzahira, atualmente no Museu Arqueológico Nacional de Madrid

O descontentamento com a realeza e a regência causou uma rebelião, organizada por membros destacados da corte em finais de 978. Os conjurados pretendiam substituir Hixame por um dos seus primos, neto de Abderramão III. Uma tentativa improvisada de matar o califa apunhalando-o fracassou e levou a que fosse levada a cabo uma brutal repressão dos conjurados, por insistência de Subh e Almançor. Alguns alfaquis importantes ainda começaram por se opor à repressão, mas acabaram por aceitá-la. A repressão pôs fim às tentativas de substituir o califa por outro membro da dinastia omíada, levou a que todos os possíveis pretendentes fugissem da capital e que todos os membros da família omíada passassem a estar sob apertada vigilância, além de contribuir para que Almançor construísse uma nova residência fortificada no ano seguinte, para se precaver contra uma eventual revolta contra si. Para acalmar a agitação devida à repressão dos conspiradores entre os ulemás, entre os quais se encontravam alguns alfaquis, Almançor criou uma comissão para expurgar a biblioteca de Alhaquém das obras que pudessem ir contra a ortodoxia muçulmana.
A nova residência de Almançor, a Medina Alzahira ("Cidade Resplandecente"), cujas obras só foram terminadas em 989, tornou-se o segundo centro administrativo do califado, a par da Medina Azara, a cidade palaciana onde residia o califa. Nela passaram a residir as tropas fiéis a Almançor, uma parte da administração estatal foi para lá transferida e nela se formou uma sumptuosa corte. Foi completamente destruída em 1009, durante a rebelião de Maomé II Almadi contra Hixame, no início da guerra civil conhecida como fitna' do Alandalus.
No campo militar, no verão de 978, quando já era hájibe, tinha comandado outra aceifa, dessa vez no noroeste da Península Ibérica, contra Pamplona e Barcelona, que durou mais de dois meses. No outono seguinte realizou outra incursão em territórios cristãos, em Ledesma, com pouco mais de um mês de duração. Em maio do ano seguinte comandou outra campanha nessa região. A incursão seguinte, no verão de 979, centrou-se em Sepúlveda. Em setembro do mesmo ano enviou tropas desde Algeciras para reforçar Ceuta, que estava ameaçada pela campanha vitoriosa de Bologuine ibne Ziri, cliente dos fatímidas, contra os clientes dos omíadas no Magrebe ocidental. Mais tarde Ceuta passou a ser o centro da política magrebina de Almançor.

### Confronto com Galibe
Uma vez esmagada a oposição na corte, não tardou muito que os dois homens que partilhavam entre eles o poder de facto entrassem em colisão. O velho general opôs-se à forma como Almançor se empenhava em afastar da vida política o jovem califa, controlando o acesso a este e dedicando-se a reforçar o seu próprio poder. Galibe achava que as manobras do seu aliado e genro, que, além do controlo do califa, incluíam a construção do seu grande palácio e o reforço das unidades berberes, acabariam por prejudicar a dinastia. Por sua vez, o prestígio militar do seu sogro obscurecia as façanhas militares de Almançor, não obstante as suas sucessivas campanhas vitoriosas.

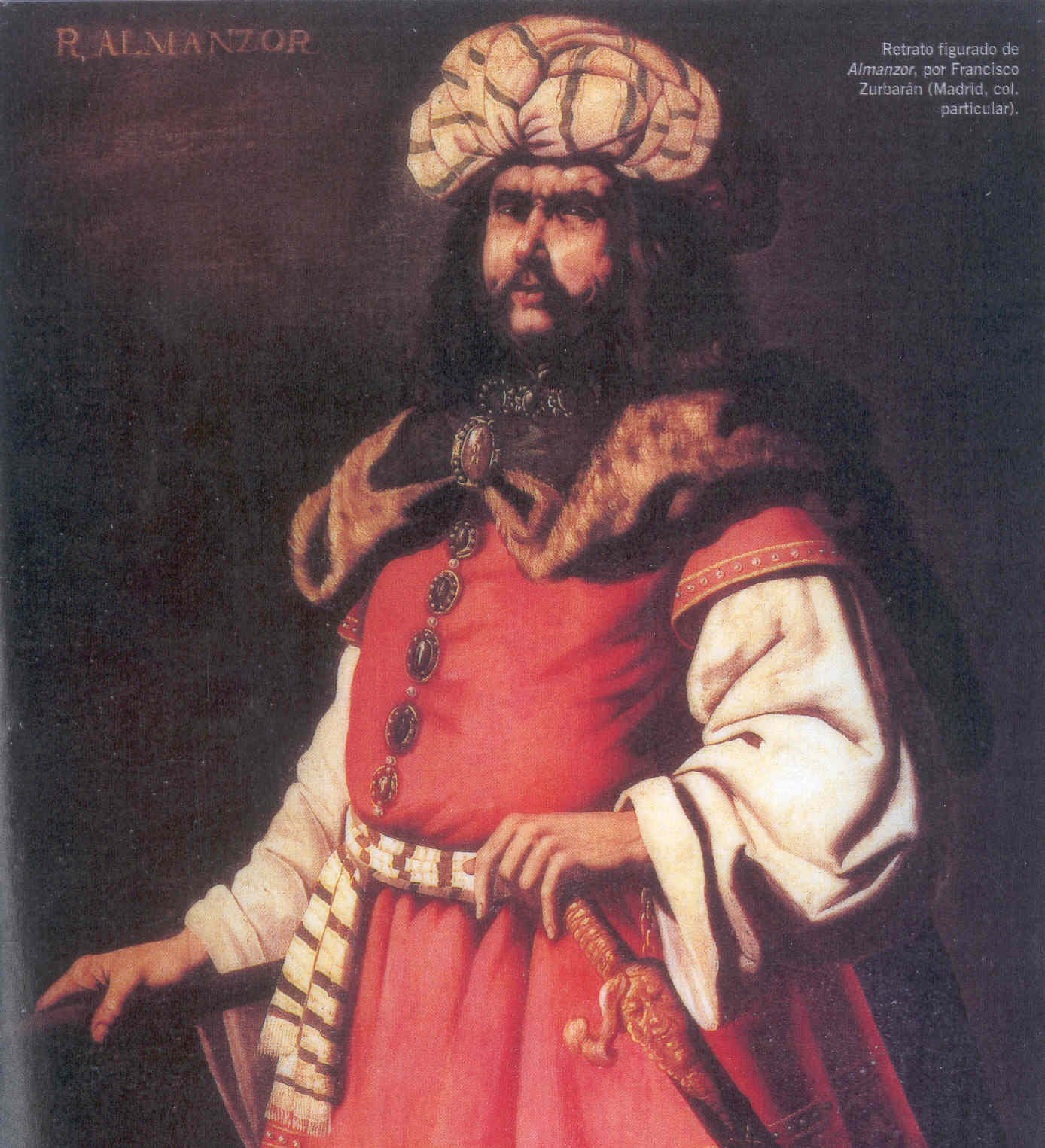
Retrato de Almançor da autoria de Zurbarán

Após várias algaras [es] em território cristão, na sua maior parte comandadas pelo veterano Galibe, apesar da crescente experiência militar do seu genro, o confronto eclodiu na primavera de 980, durante uma campanha em Atiença. Almançor foi ferido e só não morreu graças à intervenção do cádi de Medinaceli, mas reagiu imediatamente atacando essa praça-forte, onde se encontrava a família do sogro. Após ter tomado a vila, entregou-a aos seus homens para a pilharem. Prosseguiu depois a sua marcha para norte, apesar do confronto com Galibe, fortificado em Atiença, ter feito encurtar a campanha, a segunda contra Castela desde 975. Galibe viu-se forçado a exilar-se em território cristão. No outono de 980 Almançor comandou uma nova ofensiva cujo alvo se desconhece — as fontes referem "Almunia", mas não se sabe a que local ou região esse nome se refere. 981 foi um ano com muita atividade militar para Almançor, que comandou cinco campanhas militares, a primeira delas em fevereiro e março.
Na sequência de vários choques entre os apoiantes de Almançor, em abril de 981 Galibe derrotou o genro com a ajuda de castelhanos e navarros. Almançor contra-atacou no mês seguinte, após ter reunido tropas berberes, juntando as suas próprias e algumas das unidades de fronteira que tinham estado sob o comando de Galibe durante muito tempo. Galibe contava com o apoio de outra parte das tropas fronteiriças do califado e das tropas dos seus aliados castelhanos e navarros. Quando estava prestes a conseguir derrotar o genro em 10 de julho de 981, na  Batalha de Torrevicente [es], foi encontrado morto numa ravina, sem sinais de violência, falecido possivelmente de causas naturais — tinha quase 80 anos — o que consolidou o poder de Almançor. Desconcertadas com a morte do seu comandante, grande parte das tropas do velho general passaram para o lado de Almançor. O cadáver de Galibe foi brutalmente mutilado, primeiro pelas suas próprias tropas, instigadas por Almançor, que queria provar a morte do seu inimigo, e depois foi exposto em Córdova. Vários aliados de Galibe também morreram na batalha.
Foi a Batalha de Torrevicente que valeu a Almançor o seu epíteto de "o Vitorioso" (em árabe: al-Manṣūr), pelo qual ficou conhecido. Contrariamente ao que por vezes se lê, o lacabe de Almançor era apenas al-Manṣūr e não al-Manṣūr bi-llah, onde bi-llah significa "o que recebe a assistência de Alá". Os seus títulos honoríficos e os da sua família não tinham referências a Alá, pois os títulos desse tipo estavam reservados para o califa. O desaparecimento de Galibe tornou-o o único hájibe, permitiu-lhe eliminar qualquer possível opositor da corte e concentrar o poder do califa na sua pessoa, apesar de que a sua legitimidade era proveniente unicamente do seu cargo como regente do califa e da tolerância da mãe deste.
Ainda em 981, saqueou Zamora e os arredores, numa campanha realizada em setembro. Um mês mais tarde atacou terras que atualmente são portuguesas, provavelmente Viseu.

### Aliança com a rainha mãe e problemas de governo

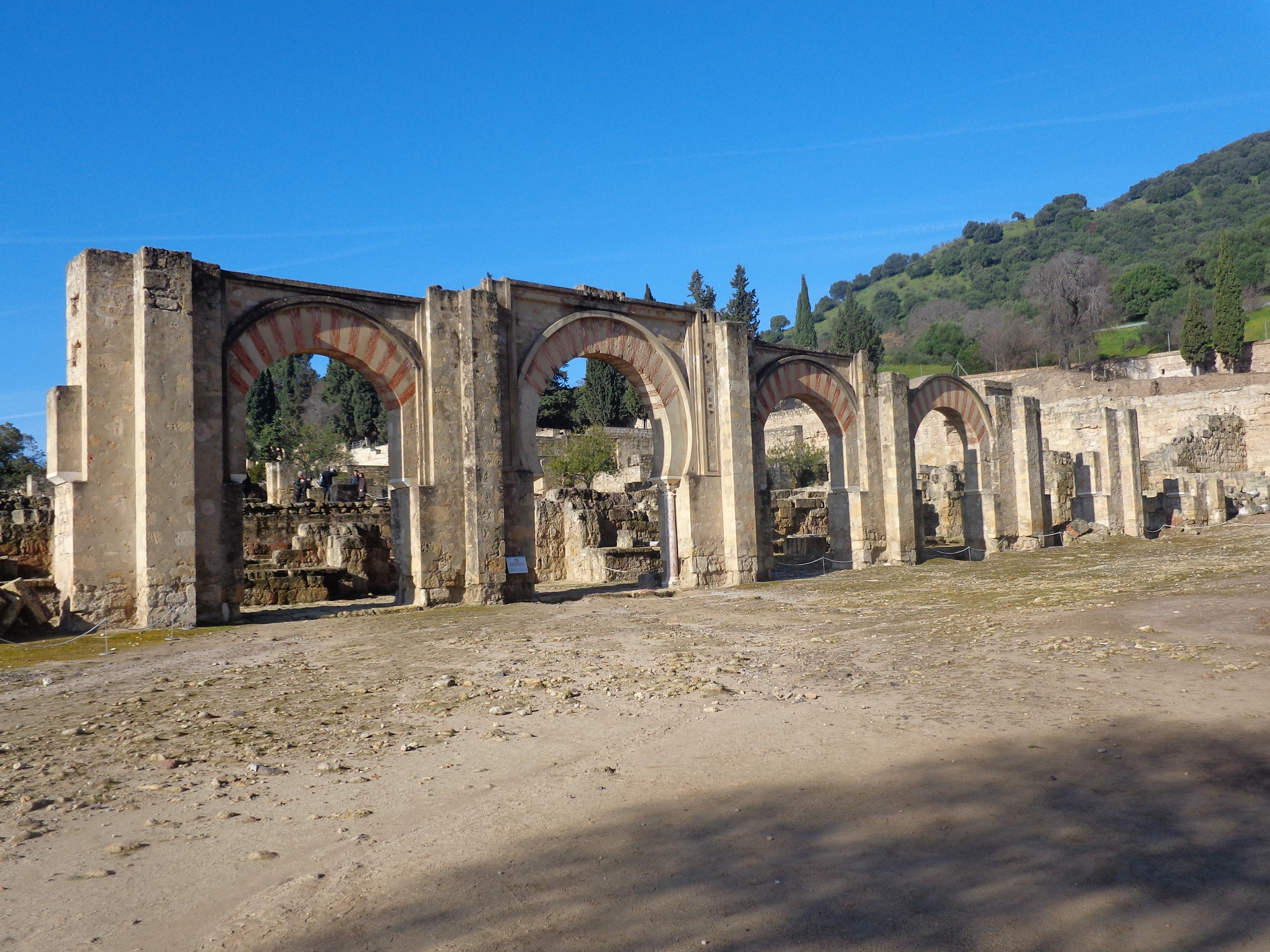
Ruínas do pórtico do alcázar da Medina Azara

Durante vinte anos, até à rutura da sua aliança em 996, Almançor atuou em parte como representante de Subh, a poderosa mãe do califa, de quem era informador, e comandante dos exércitos e da polícia. Era Subh quem de facto tomava grande parte das decisões, pois era constantemente consultada pelos regentes do filho. Quando o califa atingiu a maioridade a situação não mudou, pois o jovem não reclamou o poder, possivelmente devido a algum tipo de doença ou incapacidade para desempenhar as responsabilidades do cargo. Na realidade, Almançor não atuava apenas como usurpador do poder califal, mas também como tutor do califa incapacitado e garante do poder dinástico. Porém, o seu posto oficial como mero controlador da administração e do exército em nome de Hixame, fazia com que fosse substituível, pelo que tomou medidas para reforçar a sua posição. Para o fazer, a capital foi colocada nas mãos dum primo seu, que a controlou com mãos de ferro, e promoveu uma série dos seus partidários, geralmente mal vistos e considerados despóticos, que mais tarde, quando o califado se desagregou, tomaram o domínio de diversas taifas. Além disso, também se aliou a vários senhores fronteiriços.
Em 988 e 989 teve que enfrentar uma ameaça dupla. Por um lado, uma seca prolongada provocou carestia e obrigou-o a aplicar algumas medidas sociais para aliviar a penúria, como a distribuição gratuita de pão e suspensão de alguns impostos, entre outras. Por outro lado, eclodiu uma rebelião contra ele, na qual participou o seu filho mais velho. Entre os conjurados encontravam-se também os governadores de Saragoça (Abederramão ibne Alutarrife; ʿAbd al-Raḥmān ben al-Muțarrif) e de Toledo (Abedalá ibne Abedalazize Almaruani; ʿAbd Allāh ben ʿAbd al-ʿAzīz al-Marwānī, um omíada descendente distante de Aláqueme I, conhecido como Abedalá "Pedra Seca"). A rebelião foi esmagada, mas apesar dos esforços de Almançor, o seu filho não se submeteu e refugiou-se com os castelhanos após os seus companheiros conjurados terem sido presos. Almançor solicitou a sua entrega, que acabaria por acontecer depois duma campanha vitoriosa contra Castela, e mandou executá-lo; foi decapitado ao amanhecer de 8 de setembro de 990. Apesar de apresentar a rebelião do filho como o ato dum filho falso, que repudiou, a morte do seu primogénito constitui um duro golpe, e mandou matar os que tinham executado o filho por sua ordem. O governador de Saragoça foi igualmente executado, mas "Pedra Seca" foi poupado, talvez porque Almançor não quisesse manchar as mãos com sangue omíada.
Almançor perseguiu também alguns poetas satíricos que se lhe opuseram ou o ridiculizaram nas suas obras, como Abu Jafar Almuxafi (Abu Yafar al Mushafi; m. 982), Iúçufe ibne Harune Arramadi (Yûsuf ibn Hârûn al-Ramâdî, conhecido como Abu Ceniza; m. 1012 ou 1013), Ibraim ibne Idris Haçane (Ibrahim ibn Idrís al-Hassaní) e Abu Maruane Alaziri (Abû Marwân al-Yazîri), que morreu na prisão em 1003. Abu Ceniza, autor de moachahas e inimigo de Aláqueme II e de Almançor, foi perseguido, sendo depois perdoado e acabaria por exilar-se em Barcelona em 986. Ibraim ibne Idris Haçane escreveu uma sátira sobre Almançor, o que lhe valeu que fosse exilado em África.

## Caudilho do Alandalus

### Rutura com Subh e concentração do poder político
Com Galibe morto e Hixame incapaz de desempenhar as suas obrigações como califa, apesar de já ter atingido a maioridade, Almançor começou a ponderar preparar a sua sucessão e assumir oficialmente o poder, inclusivamente substituindo o califa. Em 989 tentou, sem sucesso, que os alfaquis aceitassem como mesquita congregacional (aljama) a mesquita da Medina Alzahira, a sua cidade palaciana. A partir de 991 associou o seu filho Abedal Maleque ao governo, à semelhança do que Aláqueme tinha feito com Hixame, nomeando-o hájibe e alcaide (comandante) supremo dos exércitos califais, embora sem se retirar do poder.

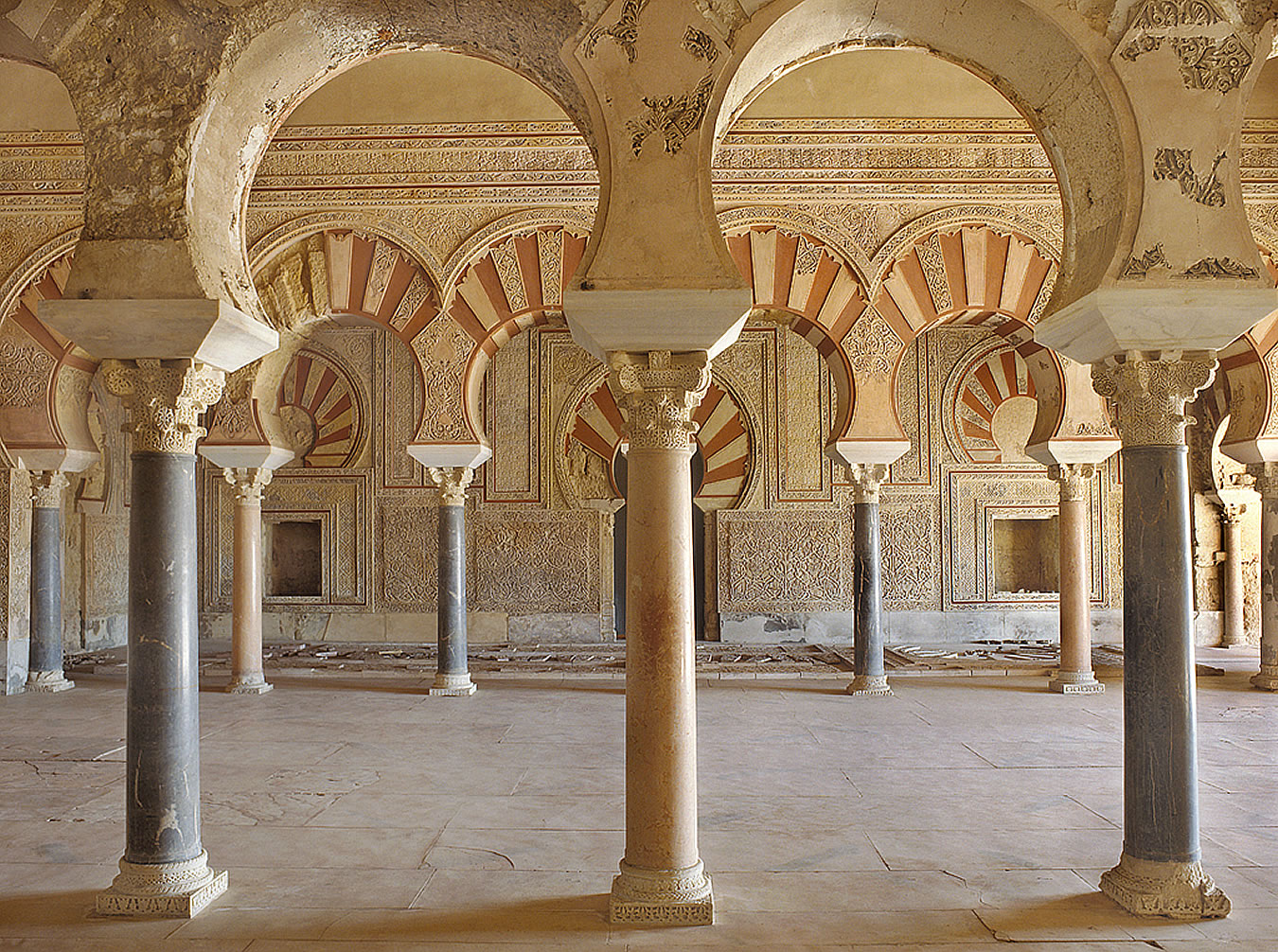
Salão de receções de na Medina Azara. Na similar e rival Medina Alzahira, a residência fortificada de Almançor, este aprisionou luxuosamente o califa Hixame II após a tentativa fracassada de rebelião de Subh

Ao mesmo tempo, apresentou discretamente aos alfaquis que assessoravam o cádi-mor a possibilidade deste substituir o califa devido à incapacidade deste para assegurar as funções que o cargo exigia. A regência, anteriormente justificada pela menoridade de Hixame, não podia justificar-se pela mera inépcia para desempenhar as suas funções. Porém, o parecer foi negativo, pois segundo os juristas o substituto de Hixame devia ser outro coraixita (membro da tribo de Maomé). Almançor aceitou a decisão com relutância e nos anos seguintes foi-se apossando de mais poderes e inclusivamente de algumas competências específicas do califa, como confirmar as nomeações oficiais com o seu selo e não com o do califa, apesar de agir em nome deste. Nomeou um novo responsável da casa da moeda, apropriou-se de novos títulos e manteve parte da administração na sua residência fortificada, onde funcionou uma corte paralela à do soberano. Além disso, fez com que o seu nome fosse mencionado após o do califa nas orações de sexta-feira. Em 991, o conselho dos alfaquis acabou por ceder à pressão e e mudou o seu parecer desfavorável à classificação da mesquita da Medina Alzahira como mesquita congregacional, apesar do seu uso como tal tenha continuado a ser mal visto por muitos notáveis cordoveses.
As tentativas de tomada do poder de Almançor puseram fim à aliança entre ele e Subh em 996 e após ter sido vinte anos representante da mãe de Hixame, Almançor entrou em confronto com ela e com os seus partidários.
O choque entre as duas fações foi desencadeado pela subtração ao tesouro real de 80 000 dinares, por parte de Subh, para financiar um levantamento contra o hájibe, que este descobriu pelos seus agentes no palácio. Almançor reagiu exigindo a transladação do tesouro califal para a Medina Alzahira, apresentando a subtração como um roubo por parte do harém. Com Almançor doente, Subh instigou uma sublevação no palácio, com a qual tentou, em vão, impedir a transladação do dinheiro. Abedal Maleque conseguiu o apoio dos vizires e o repúdio do califa à rebelião da sua mãe em finais de maio de 996. A transladação do tesouro foi finalmente efetuada com a aprovação do conselho de vizires e alfaquis. Tendo falhado a rebelião na Península devido à perda de financiamento e à rápida derrota dos seus poucos partidários, Subh empregou dinheiro que tinha subtraído anteriormente para fomentar uma revolta no Magrebe. Apesar de no outono de 997, 16 meses após a rebelião do palácio, a revolta no Magrebe ainda não estar controlada, ela não tinha conseguido apoios na Península.
Para reforçar a sua imagem e a do seu filho e sucessor, Almançor organizou um desfile com o califa e a mãe deste. Este ato teve como objetivo dissipar qualquer dúvida sobre o apoio do califa a Almançor e assim rechaçar as acusações de Ziri ibne Atia, o emir de Fez. Uma vez terminado o desfile, Hixame ficou encerrado, com todas as comodidades, mas sem poder, na Medina Alzahira, onde provavelmente também ficou presa a sua mãe, que morreu pouco depois, em 999. Almançor, que tinha renovado o seu juramento de fidelidade ao califa com a condição de que este delegasse os seus poderes à sua família, saiu reforçado, apossou-se todo o poder administrativo e enviou o seu filho para combater a rebelião magrebina. Para isso contou com beneplácito da cúpula religiosa do califado que, temendo uma possível guerra civil, apoiava a posição de Almançor como garante da estabilidade e da permanência no trono do impotente Hixame. O poder estatal dividiu-se em dois: o simbólico e legítimo do califa, afastado por Almançor do seu exercício; e o do hájibe e seus sucessores, carentes de legitimidade por serem iemenitas e não da tribo do profeta, mas detentores do domínio da política califal.

### Reforma do exército e da administração
A separação entre o poder temporal, detido por Almançor, e o formal e espiritual, nas mãos de Hixame como califa, aumentou a importância da força militar, o sustentáculo do poder do primeiro (juntamente com o novo cerimonial da corte do hájibe, que rivalizava com a do califa) e instrumento para garantir o pagamento dos tributos.
Almançor deu continuidade com êxito às reformas militares que tinham sido iniciadas por Aláqueme II e o predecessores deste. Essas reformas incluíam vários aspetos, nomeadamente o aumento da profissionalização do exército regular, necessário tanto para garantir a todo o momento o poder na capital como as numerosas aceifas que eram uma das fontes de legitimidade do seu poder político. Isso levou a uma perda de importância da conscrição e das tropas não profissionais, que em muitos casos foram substituídas por tropas profissionais, geralmente de saqalibas e magrebinos, que eram pagas com novos impostos, libertando assim os andalusinos do serviço militar. O recrutamento de saqalibas e berberes não era novidade e já tinha ocorrido em reinados anteriores, mas Almançor aumentou-o. Foram também criadas unidades que, ao contrário do exército regular califal, eram fiéis primordialmente a Almançor e serviam para controlar a capital. Esta contratação massiva de mercenários e saqalibas (estes últimos eram formalmente escravos) fazia com que, segundo os cronistas cristãos, «geralmente os exércitos sarracenos somam 30, 40, 50 ou 60 mil homens, se bem que em ocasiões graves cheguem a 100, 160, 300 e até 600 mil combatentes.» Alguns registos vão ao ponto de afirmar que nos tempos de Almançor os exércitos cordoveses podiam reunir 600 mil peões e 200 mil cavaleiros, «provenientes de todas as províncias do império».

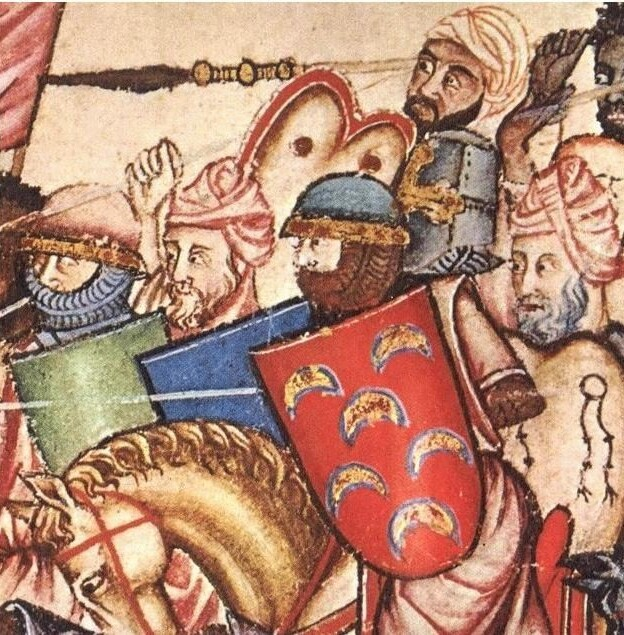
Tropas de Almançor representadas nas “Cantigas de Santa Maria”

A fim de acabar com qualquer eventual ameaça ao seu poder e de melhorar a eficácia militar, o sistema tribal de unidades foi substituído por unidades mistas sem lealdade clara e comandadas por funcionários da administração. O sistema de unidades tribais, cada uma delas constituída por elementos de uma só tribo, cujo comandante também era dessa tribo, já estava em decadência devido à falta de árabes e à formação de pseudofeudos fronteiriços.
O novo núcleo do exército, passou a ser constituído pelas cada vez mais numerosas forças berberes magrebinas. As rivalidades étnicas entre árabes, berberes e eslavos (os saqalibas eram eslavos) no seio do exército andalusino eram utilizadas habilmente por Almançor para manter o seu próprio poder, por exemplo ordenando que todas as unidades do exército fossem formadas por diversas etnias para que não se unissem contra si, impedindo dessa forma o surgimento de possíveis rivais. Porém, uma vez desaparecida a figura centralizadora de Almançor, as consequências dessa reestruturação foram uma das principais causas da guerra civil que levou o califado ao colapso. As forças berberes foram integradas nos contingentes constituídos por mercenários cristãos bem remunerados, que formavam o grosso da guarda pessoal de Almançor e participavam nas suas algazuas
em territórios cristãos. Esta reforma finalizada por Almançor dividiu a população fundamentalmente em dois grupos desiguais em relação ao serviço militar: uma grande massa de contribuintes dispensados do serviço militar e uma pequena casta de soldados profissionais, geralmente de fora da Península.
O aumento das forças armadas e a sua profissionalização parcial provocaram um aumento dos gastos financeiros para as manter e por sua vez estes constituíram mais um incentivo para realizar campanhas, durante as quais eram obtidos butins e terras com que se pagavam as tropas. A posse das terras dadas a soldados como pagamento estava sujeita ao pagamento de tributos e deixou de constituir uma forma de colonização das fronteiras. O exército andalusino era financiado pelo imposto pago pelos camponeses para ficarem isentos de combater e era composto por recrutas locais, mercenários estrangeiros — milícias berberes, escravos eslavos e negros e companhias cristãs contratadas — e voluntários da jiade. Naquela época o Alandalus era conhecido como Dar Yihad ("país da jiade"), o que atraía muitos voluntários. Embora o número desses voluntários fosse diminuto em comparação com o total do exército, isso era compensado pelo seu empenho quando combatiam.
Segundo estudos modernos, os contingentes de mercenários permitiram aumentar o tamanho do exército califal de 30 a 50 mil efetivos nos tempos de Abderramão III (r. 912–961) para 50 ou 90 mil. Outras estimativas apontam para que o crescimento foi de cerca de 35 mil antes de Almançor para 75 mil no tempo deste. Os números relatados nas fontes da época são no mínimo discutíveis — algumas crónicas afirmam que os exércitos de campo contavam com 200 mil cavaleiros e 600 mil infantes, havendo outras que mencionam doze mil cavaleiros, três mil berberes montados e dois mil sūdān (infantaria ligeira africana). De acordo com as crónicas, na campanha que arrasou Astorga e Leão, o caudilho andalusino levou doze mil cavaleiros africanos, cinco mil andaluzes e 40 mil infantes. Também há registo de que teria mobilizado para a sua última aceifa 46 mil cavaleiros, enquanto outros 600 guardavam os impedimenta (bagagens), 26 mil soldados de infantaria, 200 batedores ou "polícias" e 130 atabaleiros;
ou que a guarnição de Córdova era constituída por 10 500 cavaleiros e outros tantos guardavam a fronteira norte em destacamentos dispersos. Porém, é muito mais provável que o número de soldados do caudilho envolvidos numa operação militar, inclusivamente nas aceifas mais ambiciosas, nunca tivesse ultrapassado os 20 mil, já que é comum considerar-se que até ao século XI nenhum exército muçulmano em campanha teve mais do que 30 mil efetivos, enquanto que no século VIII as expedições ultrapirenaicas somavam 10 mil combatentes e as que se realizam no norte da Península eram menores.
Durante o reinado de Aláqueme I (r. 796–822) foi criada uma guarda palaciana de 3 000 cavaleiros e 2 000 infantes, todos eles escravos eslavos. Esta proporção entre os dois tipos de tropas manteve-se até às reformas de Almançor, que fizeram uma incorporação massiva de cavaleiros norte-africanos. Essa contratação de cavaleiros berberes e, em menor escala, também de infantes, fez com que algumas tribos inteiras abandonassem as suas terras natais e se instalassem na Península.

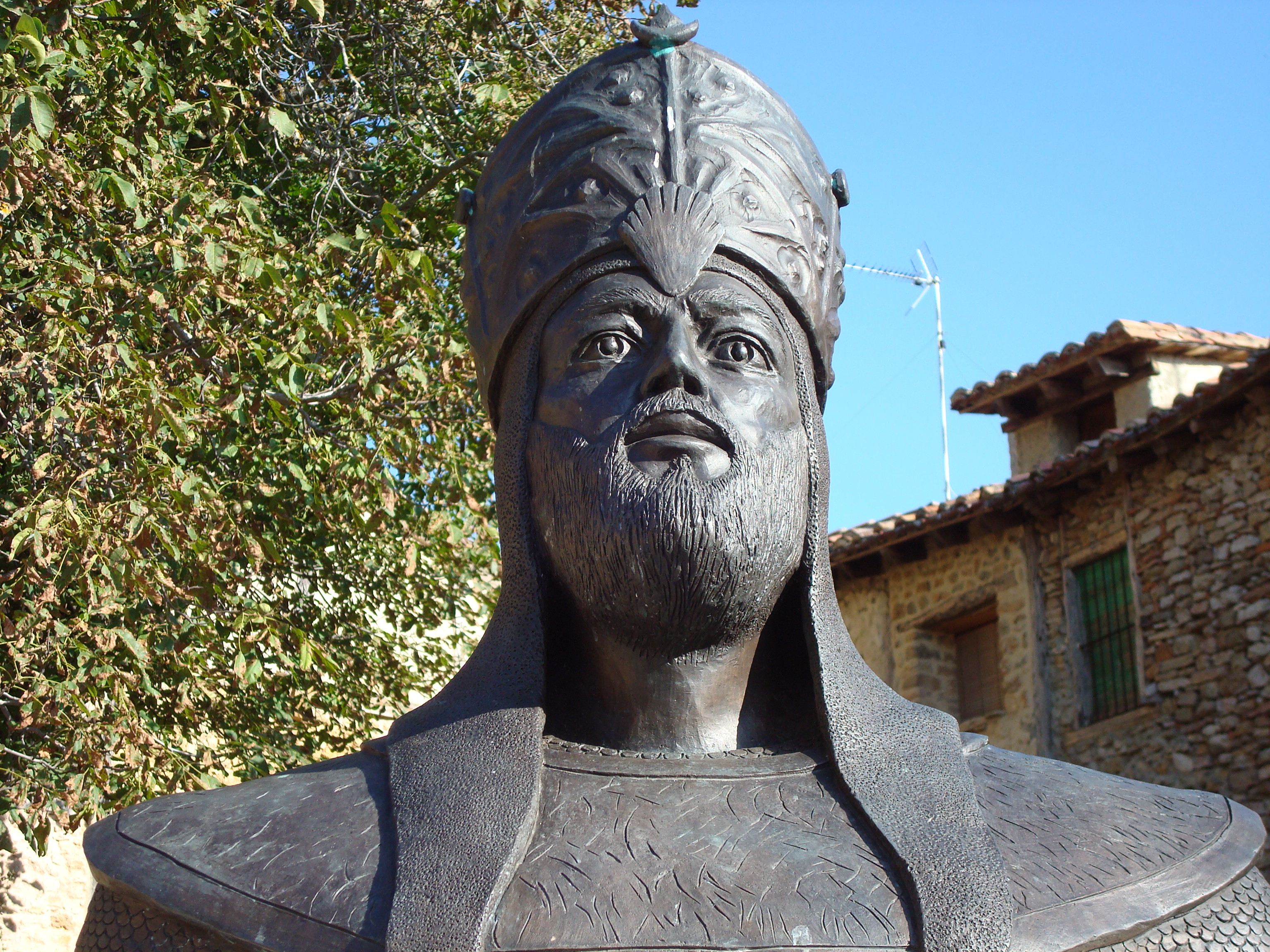
Busto de Almançor em Calatanhaçor

A principal arma (tipo de tropa) das campanhas peninsulares, que requeriam velocidade e surpresa, era a cavalaria ligeira. Para a enfrentar, os castelhanos criaram a figura dos cavaleiros vilãos, pela qual qualquer homem livre (isto é, não sujeito a um senhor feudal) podia ser cavaleiro (uma ocupação geralmente reservada a nobres) desde que pudesse manter um cavalo. A figura do cavaleiro vilão foi consagrada pela primeira vez no Foral de Castrojeriz, outorgado em 974 pelo conde de Castela Garcia Fernandes. Com o mesmo fim, o conde de Barcelona Borrel II, após ter perdido a sua capital em 985, criou a figura dos homes de paratge (lit: "homens do lugar"), que obtinham um estatuto estatuto militar privilegiado por participar em combates contra as tropas cordovesas a cavalo.
Em contrapartida, a marinha, que tinha tido um papel destacado nas décadas anteriores, nomeadamente durante o reinado de Abderramão III, durante a época de Almançor serviu unicamente como meio de transporte das tropas terrestres. Exemplos desse uso das frotas foram o contínuo transporte de tropas entre o Magrebe e a Península Ibérica ou da utilização dos navios de Alcácer do Sal na campanha contra Santiago de Compostela em 997.
No entanto, foram feitos alguns melhoramentos relacionados com a marinha, nomeadamente o reforço da rede de portos. Foi criada uma espécie de base naval no Atlântico, em Alcácer do Sal, que protegia a região até Coimbra, reconquistada na década de 980. Na costa mediterrânica a defesa naval estava centrada em al-Mariya (atual Almeria). Os estaleiros da frota tinham sido construídos em Tortosa em 944. Inicialmente a defesa marítima do califado esteve a cargo de Abderramão ibne Maomé ibne Rumais, almirante veterano que serviu Aláqueme II e foi cádi de Elvira e de Pechina. No seu currículo destacavam-se ações como a repulsão das incursões dos al-Magus ("idólatras") e dos al-Urdumaniyun ("homens do norte", ou seja, viquingues) no ocidente do Alandalus, em meados de 971. Quando no final desse ano os viquingues tentavam invadir a Andaluzia, o almirante zarpou de Almeria e derrotou-os ao largo do Algarve. Em abril de 973 transportou o exército de Galibe de Algeciras para submeter as tribos rebeldes do Magrebe e por fim às ambições fatímidas na região. As tropas envolvidas nos ataques às costas catalãs e galegas, respetivamente em 985 e 997, também foram transportadas por mar. Durante a campanha catalã, Gausfredo, conde de Ampúrias e do Rossilhão, tentou reunir um exército para socorrer os barceloneses, mas devido a várias flotilhas de piratas da Barbária ameaçarem as suas costas teve que ficar a defender as suas terras.
Durante essa época também floresceu a indústria militar em fábricas em redor de Córdova, das quais se dizia que podiam produzir 1 000 arcos e 20 mil flechas por mês e 1 300 escudos e 3 000 tendas de campanha por ano. Ao longo das rotas de transporte terrestre havia várias praças-fortes, pois desde cedo que os dignitários andalusinos procuraram controlar as vias de comunicação. Os correios eram assegurados por mensageiros escravos comprados no Sudão
e treinados especificamente para essa função; eram eles que transportavam os relatórios oficiais que as chancelarias redigiam sobre as suas campanhas anuais.
Para assegurar completamente o controlo militar, Almançor eliminou as principais figuras que poderiam vir a opor-se às suas reformas. Além da morte de Galibe, a participação do governador de Saragoça na rebelião, em que também participou o seu filho mais velho, serviu-lhe de pretexto para o mandar executar, tendo-o substituído por alguém quem confiava mais, apesar de ser do mesmo clã (os Banu Tujibe). O almirante da frota Abderramão ibne Maomé ibne Rumais, que administrava um orçamento muito avultado, foi envenenado em janeiro de 980 e substituído por um homem da confiança de Almançor, o sobrinho de Almançor Calde ibne Maomé ibne Bartal. Apesar de ter fomentado a incorporação no exército de berberes que lhe eram fiéis, na administração favoreceu os eslavos em detrimento dos andalusinos, mais uma vez com o objetivo de rodear-se de pessoal que só a ele era fiel.
O califado governado por Almançor era um Estado rico e poderoso. Segundo Manuel Colmeiro, de acordo com a estimativa de que por cada milhão de habitantes se podiam obter 10 000 soldados numa sociedade pré-industrial e considerando que as crónicas medievais inflacionavam dez vezes os números reais de efetivos militares,
o califado poderá ter tido oito milhões de habitantes. Esta estimativa está em linha com outras mais altistas, que apontam para sete, e dez milhões de habitantes, mas provavelmente o número real é bastante inferior. Em geral, é aceite que cerca do ano 1000 o califado tinha 400 000 km² e três milhões de habitantes, enquanto os estados cristãos peninsulares totalizavam 60 000 km² e meio milhão de habitantes. No século X aproximadamente 75% da população sob o domínio omíada tinha-se convertido ao islão; dois séculos depois essa percentagem tinha subido para 80%. Em comparação, quando se deu a invasão muçulmana, no início de século VIII, a Península teria cerca de quatro milhões de habitantes, embora haja autores que apontam para sete ou oito. O califado também tinha grandes cidades, como Córdova, com mais de 100 mil habitantes; Toledo, Almeria e Granada, com cerca de 30 mil; ou Saragoça, Valência e Málaga, com mais de 15 mil. Esta situação contrastava muito com os territórios cristãos, nos quais praticamente não havia grande núcleos urbanos.

### Defesa da ortodoxia religiosa e legitimação do poder

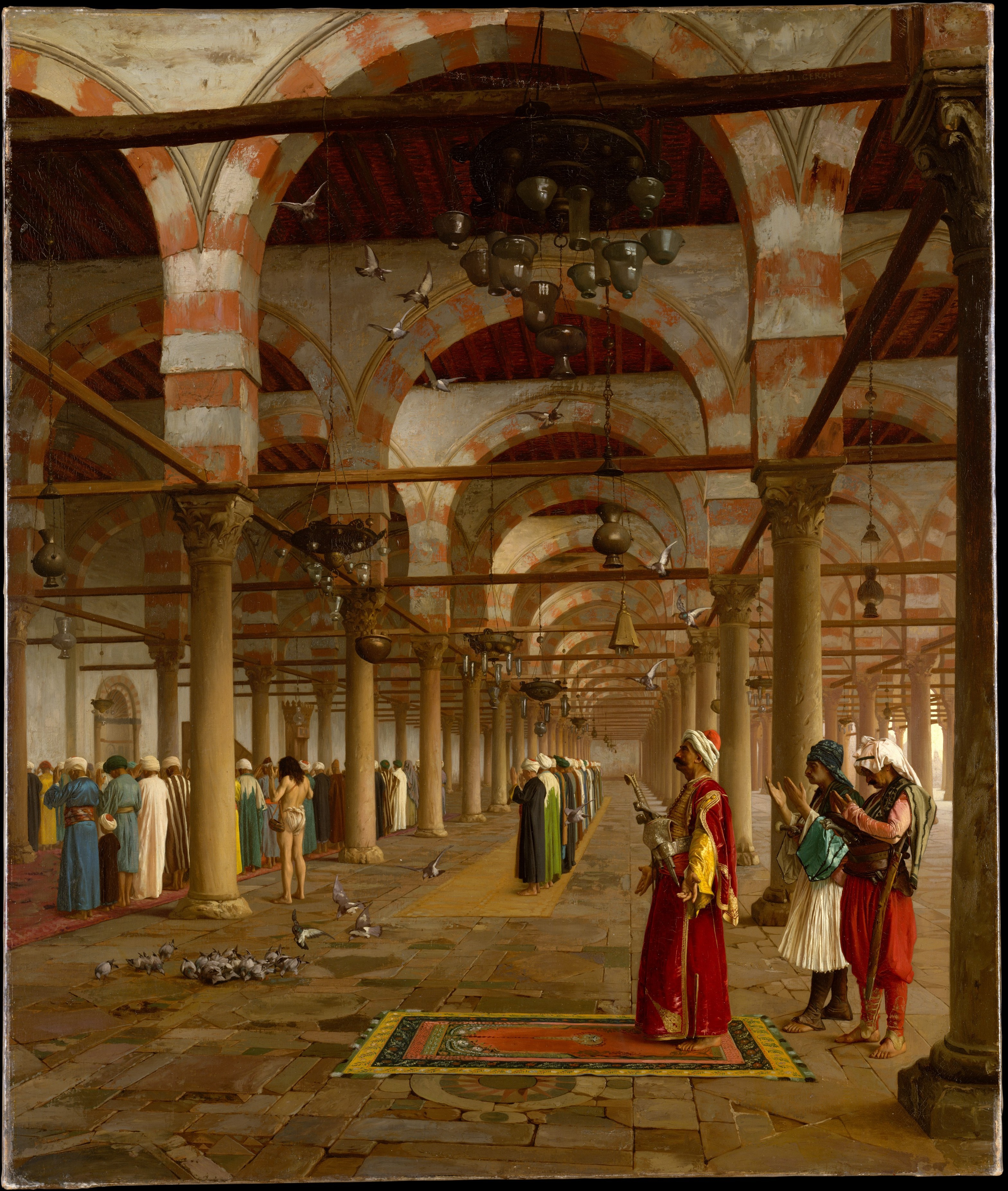
Oração na Mesquita, de Jean-Léon Gérôme. Uma das realizações de Almançor para aparecer como defensor da fé foi a ampliação da Mesquita de Córdova

Um dos instrumentos usados para reforçar o seu poder foi a corte organizada por Almançor na Medina Alzahira, a sua cidade palaciana, na qual escritores e poetas elogiavam as suas virtudes, o que era usado para fazer propaganda entre o povo.
Tanto a estabilidade e prosperidade do regime como a sua defesa rigorosa do islão — que Almançor se empenhou em demonstrar através de vários gestos piedosos — granjearam-lhe apoio popular. Entre as coisas que fez para promover a sua imagem de muçulmano devoto estão ter copiado à mão um Alcorão, que o acompanhava durante as suas campanhas, e a ampliação da Mesquita de Córdova entre 987 e 990. As ambições políticas do hájibe tiveram repercussões significativas na cultura e na religião, cujos agentes foram obrigados a apoiarem-no. Para reforçar a sua imagem de defensor do islão, censurou ciências consideradas contrárias à religião pelos mais ortodoxos e mandou destruir muitas obras consideradas heréticas da importante biblioteca de Alhaquém. Para obter ganhos políticos, numa altura em que estar nas graças dos jurisconsultos ainda era muito importante devido ao seu poder ainda ser instável, censurou disciplinas como a lógica, filosofia ou astrologia, apesar do seu apreço pela cultura. A sua intromissão em assuntos religiosos foi ao ponto de nomear o seu próprio tio, um cádi veterano, como cádi principal após a morte de ibne Zarbe, que se tinha oposto a várias das suas petições.
No entanto, a principal expressão da sua defesa da religião foram as aceifas (campanhas militares) contra os estados cristãos, uma forma de legitimação que já tinha sido usado antes pelos califas, mas que Almançor levou muito mais longe. As suas sucessivas vitórias, apesar do efeito passageiro que tinham, tiveram um grande efeito propagandístico, tanto no califado como nos estados inimigos do norte. A cada crise da sua carreira política correspondeu uma ou mais campanhas militares. Além de tudo o resto, as aceifas traziam benefícios económicos devido aos butins (especialmente em numerosos escravos) que eram obtidos, e reforçavam a segurança das fronteiras.

### Campanhas no Magrebe
A escassa produção cerealífera cordovesa obrigava os omíadas a abastecer-se no Magrebe, pelo que a expansão fatímida na região constituía um perigo económico além de político. O califado andalusino, maioritariamente sunita, disputava com os rivais xiitas fatímidas o controlo do noroeste de África e, com isso, também o do controlo do comércio de Mediterrâneo ocidental. Ao contrário das suas campanhas na Península Ibérica (à exceção da realizada conjuntamente com Galibe no início da sua carreira), a intervenção de Almançor nos combates no Magrebe não foi pessoal, mas sim de supervisão. O comando efetivo das operações militares esteve nas mãos de subalternos, os quais geralmente acompanhava cerimoniosamente até Algeciras, onde as tropas e o seu general embarcavam para atravessar o estreito que separa a Europa da África.
O califa Abderramão III tinha conquistado Ceuta e Tânger e fortificou-as em 951, mas não tinha conseguido evitar que o comandante fatímida da região obtivesse o controlo do Magrebe em 958-959, após ter incendiado a frota omíada em Almeria em 955. Em 971 os clientes omíadas sofreram outra dura derrota. O deslocamento do centro político da dinastia rival para o Egito cerca de 978 favoreceu os omíadas, que no entanto tiveram que enfrentar o cliente dos fatímidas Bologuine ibne Ziri, um líder berbere sanhaja e emir do Reino Zírida. O êxito da política clientelar, continuada por Almançor, permitiu concentrar o poder ofensivo das tribos berberes nas extensas zonas que reconheciam a sua legitimidade e limitou os enfrentamentos entre as tribos que aceitavam a proteção cordovesa.

Situação política do Magrebe no final da década de 970

A estratégia de Almançor para enfrentar os fatímidas e os seus aliados começou pela fortificação de Ceuta, que foi dotada duma numerosa guarnição. Em maio de 978 as tribos zenetas apoderaram-se da cidade de Sijilmassa — o extremo setentrional do comércio transaariano de ouro, sal e tecidos — onde foi fundado um principado pró-andalusino governado por Jazerune ibne Fulful, o conquistador zeneta da cidade. Esta conquista granjeou um grande prestígio a Hixame e Almançor, pois envolveu duros combates com os fatímidas naquela que era a cidade onde o fundador do estado fatímida se tinha apresentado aos seus aliados cutamas [en], e permitiu neutralizar a influência dos fatímidas que, depois de se terem mudado para o Egito, deixaram o noroeste africano sob o controlo dos zíridas, seus clientes. Ibne Ziri reagiu com uma campanha vitoriosa que desbaratou temporariamente os zenetas e lhe permitiu recuperar grande parte do Magrebe ocidental antes de assediar Ceuta. Os zenetas ali refugiados pediram ajuda a Almançor, que enviou um grande exército — que acompanhou até Algeciras — para repelir ibne Ziri, que decidiu retirar-se, apesar de continuar a fustigar os partidários dos omíadas até à sua morte em 984. No entanto, os efeitos dos ataques do líder zírida foram passageiros, e após a sua morte a maioria das tribos da região voltaram a aceitar a autoridade cordovesa.
Em 985 o emir idríssida Haçane ibne Canune voltou à região com o apoio dos fatímidas, depois de ter estado exilado na corte fatímida no Egito.
Almançor enviou de novo um exército para o Magrebe para o enfrentar, comandado por um primo seu. Pouco depois seriam enviados reforços, comandados pelo filho mais velho do hájibe e pelo sogro daquele, o governador de Saragoça. Esmagado pela força do inimigo, o líder idríssida negociou a sua rendição e foi para a corte cordovesa, mas Almançor mandou matá-lo quando estava a caminho da cidade. Mais tarde Almançor mandou executar o seu primo por ter concedido um salvo-conduto ao inimigo.
As desavenças entre os diversos líderes tribais submetidos aos omíadas originaram uma crise: o favor outorgado por Almançor a Ziri ibne Atia, emir de Fez e dos magrauas setentrionais, desagradou a outro chefes, que acabaram por pegar em armas e em abril de 991 derrotaram ibne Atia e o governador andalusino, que morreu em combate.Após esta derrota, Almançor concluiu que era necessário outorgar o controlo da região aos líderes berberes locais em vez de tentar governá-la através de delegados andalusinos. Com esta estratégia pretendia atrair o apoio das tribos locais aos omíadas cordoveses. O êxito das campanhas militares dependia fundamentalmente da lealdade inconstante dos vários chefes tribais, embora geralmente os zenetas apoiassem os omíadas e os sanhajas os fatímidas. Após uma tentativa infrutífera de divisão de territórios entre ibne Atia e outro chefe tribal zírida que tinha abandonado os fatímidas — um tio de Almançor ibne Bologuine, o filho e sucessor de Bologuine ibne Ziri — Almançor entregou todos os territórios controlados pelo califado cordovês a ibne Atia, que conseguiu derrotar os rebeldes e os partidários dos fatímidas em 994. No mesmo ano, ibne Atia fundou um pequeno principado para si, centrado em Ujda.
A crise entre Almançor e a família califal em 996–998 provocou o confronto entre ele e ibne Atia, que considerava a atitude do hájibe desrespeitosa para o califa. Vendo em ibne Atia uma ameaça ao seu poder, Almançor destituiu-o e enviou tropas para o combater. As tribos magrauas, ifrânidas e micnasas juntaram-se às forças andalusinas, que desembarcaram em Tânger, as quais rapidamente receberam reforços comandados por Abedal Maleque Almuzafar, o filho de Almançor que então já tinha sido nomeado hájibe. No início de agosto de 998, Almançor acompanhou pessoalmente até Algeciras numerosos reforços destinados à campanha. No mês de outubro seguinte, Abedal Maleque conseguiu derrotar ibne Atia, que se pôs em fuga, o que não implicou que os andalusinos parassem de procurar apoios locais para a administração omíada. Apesar de tudo, o governo do Magrebe ocidental manteve-se nas mãos de sucessivos oficiais andalusinos até à morte de Almançor.
As campanhas no Magrebe tiveram ainda outra importante consequência para a política andalusina, que já foi referida anteriormente: Almançor levou tropas e líderes berberes para a Península, quer para criar unidades fiéis a si mesmo, quer para formarem contingentes usados nas aceifas contra os territórios cristãos. Alguns desses líderes foram inclusivamente nomeados vizires, o que não impediu que ocasionalmente alguns deles caíssem em desgraça.

### Ataques contra os cristãos
| Cronologia das aceifas de Almançor (ver também, mais abaixo, um mapa das principais campanhas.) | Cronologia das aceifas de Almançor (ver também, mais abaixo, um mapa das principais campanhas.) | Cronologia das aceifas de Almançor (ver também, mais abaixo, um mapa das principais campanhas.) |
| Ano                                                                                             | #                                                                                               | Alvos                                                                                           |
| ----------------------------------------------------------------------------------------------- | ----------------------------------------------------------------------------------------------- | ----------------------------------------------------------------------------------------------- |
| 977                                                                                             | 1.ª                                                                                             | Baños de Ledesma                                                                                |
| 977                                                                                             | 2.ª                                                                                             | Cuéllar                                                                                         |
| 977                                                                                             | 3.ª                                                                                             | Salamanca                                                                                       |
| 978                                                                                             | 4.ª                                                                                             | Planície de Barcelona e Tarragona                                                               |
| 978                                                                                             | 5.ª                                                                                             | Ledesma                                                                                         |
| 979                                                                                             | 6.ª                                                                                             | Zamora                                                                                          |
| 979                                                                                             | 7.ª                                                                                             | Sepúlveda                                                                                       |
| 979                                                                                             | 8.ª                                                                                             | Magrebe                                                                                         |
| 980                                                                                             | 9.ª                                                                                             | Medinaceli                                                                                      |
| 980                                                                                             | 10.ª                                                                                            | Almunia                                                                                         |
| 981                                                                                             | 11.ª                                                                                            | Canales de la Sierra                                                                            |
| 981                                                                                             | 12.ª                                                                                            | Rota de los Maafiris                                                                            |
| 981                                                                                             | 13.ª                                                                                            | Calatayud                                                                                       |
| 981                                                                                             | 14.ª                                                                                            | Zamora                                                                                          |
| 981                                                                                             | 15.ª                                                                                            | Viseu e Trancoso                                                                                |
| 982                                                                                             | 16.ª                                                                                            | Três nações                                                                                     |
| 982                                                                                             | 17.ª                                                                                            | Toro e Leão                                                                                     |
| 983                                                                                             | 18.ª                                                                                            | Simancas                                                                                        |
| 983                                                                                             | 19.ª                                                                                            | Salamanca                                                                                       |
| 983                                                                                             | 20.ª                                                                                            | Sacramenia                                                                                      |
| 984                                                                                             | 21.ª                                                                                            | Zamora                                                                                          |
| 984                                                                                             | 22.ª                                                                                            | Sepúlveda                                                                                       |
| 985                                                                                             | 23.ª                                                                                            | Barcelona                                                                                       |
| 985                                                                                             | 24.ª                                                                                            | Algeciras                                                                                       |
| 986                                                                                             | 25.ª                                                                                            | Zamora, Salamanca e Leão                                                                        |
| 986                                                                                             | 26.ª                                                                                            | Condeixa e Coimbra                                                                              |
| 987                                                                                             | 27.ª                                                                                            | Coimbra                                                                                         |
| 987                                                                                             | 28.ª                                                                                            | Coimbra                                                                                         |
| 988                                                                                             | 29.ª                                                                                            | Portillo                                                                                        |
| 988                                                                                             | 30.ª                                                                                            | Zamora e Toro                                                                                   |
| 988                                                                                             | 31.ª                                                                                            | Astorga                                                                                         |
| 989                                                                                             | 32.ª                                                                                            |                                                                                                 |
| 990                                                                                             | 33.ª                                                                                            | Toro                                                                                            |
| 990                                                                                             | 34.ª                                                                                            | Osma e Alcubilla [es]                                                                           |
| 990                                                                                             | 35.ª                                                                                            | Montemor-o-Velho                                                                                |
| 992                                                                                             | 36.ª                                                                                            | Castela                                                                                         |
| 992                                                                                             | 37.ª                                                                                            | Reino de Pamplona                                                                               |
| 993                                                                                             | 38.ª                                                                                            | Al Marakib                                                                                      |
| 993                                                                                             | 39.ª                                                                                            | San Esteban de Gormaz                                                                           |
| 993                                                                                             | 40.ª                                                                                            | al-Agar                                                                                         |
| 994                                                                                             | 41.ª                                                                                            | San Esteban de Gormaz, Pamplona e Clúnia                                                        |
| 994                                                                                             | 42.ª                                                                                            | Astorga e Leão                                                                                  |
| 995                                                                                             | 43.ª                                                                                            | Castela                                                                                         |
| 995                                                                                             | 44.ª                                                                                            | Batrisa                                                                                         |
| 995                                                                                             | 45.ª                                                                                            | Mosteiro de São Romão de Entrepeña (Santibáñez de la Peña)                                      |
| 995                                                                                             | 46.ª                                                                                            | Aguiar de Sousa                                                                                 |
| 996                                                                                             | 47.ª                                                                                            | Astorga                                                                                         |
| 997                                                                                             | 48.ª                                                                                            | Santiago de Compostela                                                                          |
| 998                                                                                             | 49.ª                                                                                            | Magrebe                                                                                         |
| 999                                                                                             |                                                                                                 |                                                                                                 |
| 50.ª                                                                                            | Pamplona                                                                                        |                                                                                                 |
| 51.ª                                                                                            | Pallars [es]                                                                                    |                                                                                                 |
| 1000                                                                                            | 52.ª                                                                                            | Cervera [es]                                                                                    |
| 1001                                                                                            |                                                                                                 |                                                                                                 |
| 53.ª                                                                                            | Montemor-o-Velho                                                                                |                                                                                                 |
| 54.ª                                                                                            | Pamplona                                                                                        |                                                                                                 |
| 1001                                                                                            | 55.ª                                                                                            | Baños de Rioja                                                                                  |
| 1002                                                                                            | 56.ª                                                                                            | Canales de la Sierra e San Millán de la Cogolla                                                 |

#### Incursões

##### Características genéricas
Paralelamente às campanhas do Magrebe, Almançor empenhou-se na guerra contra os reinos cristãos hispânicos. Em 950, no fim do reinado de Ramiro II de Leão, os Estados cristão ibéricos — o Reino de Leão, o Reino de Pamplona e o Condado de Barcelona — foram forçados a aceitar a soberania cordovesa mediante um tributo anual que caso não fosse pago resultava numa campanha militar de represália. Almançor começou a realizar represálias deste tipo e outros ataques em 977 e continuou a fazê-los até que morreu em 1002, apesar da maior parte delas ter ocorrido nos últimos anos da sua vida, quando tinha mais poder. Apesar das diversas fontes não coincidirem, calcula-se que realizou cerca de 56 campanhas, 26 delas no primeiro período, de 977 a 985. Nestas ofensivas, Almançor atacou tanto centros de importância política e económica como outros de importância religiosa. As famosas razzias, algaras ou aceifas (literalmente "campanhas de verão"), chamadas cunei pelos cristãos, tinham como objetivo tático e económico a captura de cativos e gado do inimigo; estrategicamente destinavam-se gerar um estado de insegurança permanente que impedisse que os cristãos desenvolvessem uma vida organizada fora de castelos, cidades fortificadas ou suas proximidades. Uma das principais características era a curta duração das campanhas e a distância entre os locais atacados.
Não obstante o êxito militar das numerosas incursões, com elas não se conseguiu evitar a ruína do Estado cordovês. Apesar de terem detido o avanço dos repovoamentos cristãos e terem desmantelado importantes fortalezas e cidades, as ofensivas não tiveram grandes consequências na modificação das fronteiras pois Almançor raramente ocupou os territórios que saqueou. O esforço repovoador leonês a sul do rio Douro foi desbaratado, ainda que temporariamente. Nos territórios que atualmente são portugueses, os leoneses perderam Viseu, Lamego e Coimbra, enquanto que mais a leste perderam o que tinham repovoado nas terras do Tormes. Na extremidade oriental do Douro, Almançor apoderou-se duma série de praças-fortes importantes, como Gormaz,  Osma (atualmente no município alavês de Valdegovía), Clúnia ou San Esteban, além de desbaratar a vanguarda castelhana de Sepúlveda.
A região mais afetada e vulnerável às aceifas era o vale do Douro, a área recetora de colonos repovoadores. Estes vinham das Astúrias, o embrião do primeiro reino cristão da Reconquista, que estava protegido naturalmente pela Cordilheira Cantábrica, mas que não era mais do que uma estreita faixa de terra onde se registava uma grande pressão demográfica. Ao contrário das Astúrias, uma região que conseguia defender-se a si mesma, Leão e a Galiza eram mais vulneráveis às algaras mouras. No entanto, as campanhas de Almançor afetaram toda a Hispânia cristã, à exceção do litoral cantábrico, o que contribui para que Leão e a Galiza, apesar de permanecerem sob a soberania da coroa asturo-leonesa, tivessem grande autonomia devido à debilidade da expansão do reino.

##### Primeiras campanhas com Galibe
As primeiras campanhas militares realizadas por Almançor tiveram o apoio do seu sogro Galibe. Entre elas houve três em terras da região de Salamanca (duas em 977 e uma em 978), outra contra Cuéllar (em 978), outra contra Pamplona e Barcelona (a longa campanha do verão de 978), outra contra Zamora ou, segundo outros autores, contra Ledesma, na primavera de 979, e outra contra Sepúlveda no verão de 979; não conseguiu tomar esta última, mas arrasou os seus arredores. Na oitava campanha realizada entre setembro de 979 e início de 980, limitou-se a acompanhar até Algeciras forças destinadas ao Magrebe. Na nona campanha, na primavera de 980, ocorreu a rutura com Galibe, sendo conhecida como "a da traição" devido ao assalto de surpresa lançado por Galibe sobre o seu genro em Atiença. Ao confronto seguiu-se uma curta perseguição por Castela. As quatro ofensivas seguintes — uma no outono de 980, duas na primavera seguinte e outra no verão de 981 — ocorreram durante os combates entre os dois rivais. Durante a última campanha, na qual Galibe foi derrotado, Almançor recuperou o controlo das fortalezas de Atiença e Calatayud, que estavam nas mãos de partidários do genro e rival.

##### Debilitamento de Leão e fustigação da fronteira castelhana
Na sequência da derrota de Galibe no verão de 981, as forças de Almançor continuaram o seu avanço para saquear e destruir os arrabaldes de Zamora em finais desse verão. Mais tarde derrotou as forças coligadas de Pamplona, Leão e Castela na Batalha de Rueda [es], (que pode ter sido travada em Roa e não em Rueda) e recuperou Simancas, que foi arrasada. A perda de Simancas significou a rutura da linha defensiva cristã ao longo do Douro, que acabou por ser desmantelada em campanhas posteriores. Estas derrotas, juntamente com o apoio de Almançor aos rivais do rei leonês — primeiro a Bermudo contra o debilitado Ramiro III e mais tarde aos condes rivais do primeiro após ele se ter apossado do trono — afundaram o reino leonês numa crise política que teve interferências de Almançor. que em geral apoiou as famílias nobres que se opunham ao monarca reinante para aproveitar as desavenças leonesas em seu benefício. Desde 977 que praticamente todos os anos atacou territórios leoneses.
Os condes galegos e portucalenses, hostis a Ramiro III da mesma formam que tinham sido em relação ao seu pai e antecessor, procuraram apaziguar Almançor após a campanha deste contra Trancoso e Viseu do início do inverno de 981, tendo para isso procurado impor um novo rei (Bermudo), que foi coroado em outubro de 982 em Santiago, na altura em que Almançor saqueava os arrabaldes de Leão. Os nobres de Castela e de Leão, por sua vez, apoiavam Ramiro, que constantemente sofria ataques dos cordoveses. Em 983 as forças de Ramiro foram atacadas em Salamanca no outono e em Sacramenia no início do inverno. A primeira não chegou a ser tomada, mas os seus arrabaldes foram saqueados; na segunda foram mortos todos os varões e o resto da população foi capturada.
Com o objetivo de acabar com o avanço cristão a sul do Douro, Almançor continuou a atacar as posições leonesas e castelhanas nessa zona e nos locais de repovoação mais importantes, como Zamora (984) ou Sepúlveda, que nesse ano foi arrasada antes do assalto a Barcelona. A destruição de Sepúlveda obrigou Ramiro a submeter-se a Córdova em 985 — ano em que morreu de causas naturais — como antes já tinha feito Bermudo. A submissão deste último foi acompanhada por outros condes portucalenses e galegos. Os territórios de Bermudo passaram a ser uma espécie de protetorado, onde foi imposta a presença de tropas do califado, que permaneceram no reino leonês até 987. A expulsão dessas tropas por Bermudo, depois de ter derrotado Ramiro, desencadeou o incêndio do Mosteiro de São Pedro de  Eslonza (no atual município de Gradefes) na primeira campanha de represália em 986,
e a aceifa de 987 contra Coimbra, durante a qual também foram assaltadas Leão, Zamora, Salamanca e Alba de Tormes, antes do ataque a Condeixa.

##### Incursões contra Navarra e os condados catalães
Em 982 realizou-se a "campanha das três nações", possivelmente contra castelhanos, navarros e francos de Girona, que forçou Sancho Garcês II de Pamplona a entregar a sua filha Urraca Sanches (que mais tarde ficou conhecida como Abda) a Almançor. Deste matrimónio nasceu o último dos membros da dinastia política amírida (de Almançor), Abderramão Sanchuelo.
Em 985, aproveitando a submissão dos leoneses e castelhanos, atacou duramente Barcelona, que foi tomada com extrema crueldade no início de julho. Almançor já tinha atacado a região anteriormente, quando no verão de 978 assolou durante vários meses a planície de Barcelona e algumas áreas de Tarragona, que tinha sido conquistada pelos condes barceloneses algumas décadas antes. Nesta longa incursão, que durou quase três meses, os cordoveses capturaram a cidade com a ajuda da frota, prenderam o visconde Udalardo I e o arcediago Arnulfo, e saquearam os mosteiros de Sant Cugat del Vallès e São Pedro das Puelles.

##### Novas campanhas contra Leão e assalto a Castela

Principais campanhas militares de Almançor, com os territórios mais fustigados a verde escuro

Em 987 foram realizadas aceifas contra Coimbra, que foi conquistada em 28 de junho. Ao contrário do que aconteceu nas ofensivas anteriores de saque e destruição, nessa zona foi levado a cabo um repovoamento com muçulmanos, e ficou sob domínio muçulmano até 1064. Em 988 e 989 a região leonesa do Douro voltou a ser atacada, assaltando Zamora, Toro, Leão e Astorga, que controlava os acessos à Galiza, e Bermudo viu-se forçado a refugiar-se junto dos condes galegos.
Depois da maior parte dos ataques se concentrarem no Reino de Leão, a partir de 990 Almançor passou a lançar as suas tropas contra o Condado de Castela, que até então só tinha sido o alvo de quatro das suas 31 campanhas anteriores. Não obstante, a região ocidental leonesa sofreu um último ataque em dezembro de 990, durante o qual foram tomadas Montemor-o-Velho e Viseu, na linha defensiva do Mondego, provavelmente como represália pelo asilo concedido por Bermudo ao omíada "Pedra Seca". A conjura fracassada do seu filho Abedalá e dos governadores de Toledo e Saragoça desencadeou a mudança do objetivo da campanha. Receando a ira do seu pai pela participação na conjura e tendo sido preso pelo governador saragoçano, Abedalá fugiu e refugiou-se junto ao conde castelhano Garcia Fernandes. Como castigo e para forçar a entrega do seu filho, o hájibe tomou e guarneceu Osma em agosto. O objetivo da ampla incursão foi cumprido e a 8 de setembro o conde castelhano entregou Abedalá a troco de dois anos de tréguas.
Em 992 foi novamente atacado o Reino de Pamplona. Sancho Garcês II tratou de apaziguar o caudilho cordovês, seu genro, com uma visita à capital do califado em finais do ano mas não conseguiu evitar que as suas terras fossem novamente alvo duma incursão em 994. Na segunda metade da década de 990, em geral Navarra manteve-se submissa ao califado e fez sucessivas tentativas de evitar qualquer campanha punitiva cordovesa.
Em 993 Almançor atacou de novo Castela, por motivos que se desconhecem, mas não conseguiu tomar San Esteban de Gormaz e teve que limitar-se a saquear os seus arrabaldes. Tomou-a no ano seguinte, numa algara em que também conquistou Clúnia. A perda de San Esteban desmantelou as defesas castelhanas ao longo do rio Douro e a de Clúnia, pondo em perigo as terras a sul do rio Arlanza.
Em finais de 994, reagindo ao casamento de Bermudo com a filha do conde de Castela Garcia Fernandes, tomou Leão e Astorga, capital leonesa desde 988, além de devastar as respetivas regiões, talvez para facilitar a sua campanha futura contra Santiago. Em maio de 995, o conde Garcia Fernandes foi ferido e feito prisioneiro numa escaramuça perto do Douro e, apesar dos cuidados dos seus captores, morreu em Medinaceli. Sucedeu-lhe o prudente filho Sancho Garcia, que tinha combatido ao lado dos cordoveses contra o seu pai e que conseguiu manter uma trégua oficiosa com o califado entre 995 e 1000. Os laços entre Castela e o hájibe selaram-se com a entrega de uma das irmãs do novo conde a Almançor como esposa ou concubina. Como punição do apoio dos Banu Gomes — condes de Saldaña e antigos aliados dos cordoveses — ao falecido conde Garcia, atacou Carrión numa incursão que alcançou o Mosteiro de São Romão de Entrepeña (em Santibáñez de la Peña). Em finais de 995, uma nova incursão contra Aguiar de Sousa, a sudeste do Porto, obrigou Bermudo a devolver o antigo conspirador omíada "Pedra Seca".

##### Santiago de Compostela e últimas campanhas
Em 996 voltou a lançar uma incursão em Leão e destruiu Astorga para conseguir que o tributo voltasse a ser pago. No verão de 997 assolou Santiago de Compostela, depois do bispo Pedro de Mezonzo ter evacuado a cidade. Numa operação combinada, em que participaram tropas de terra, aliados cristãos e a frota, as forças de Almançor alcançaram a cidade em meados de agosto. A igreja pré-românica dedicada a Santiago foi incendiada, mas o sepulcro do santo foi poupado. Isto permitiu a continuidade do Caminho de Santiago, que tinha começado a atrair peregrinações no século anterior. A campanha constituiu um grande triunfo para o hájibe num momento político delicado, pois coincidiu com a rutura da sua aliança com Subh. O revés leonês foi tão grande que permitiu a Almançor assentar população muçulmana em Zamora quando regressava de Santiago, enquanto que o grosso das tropas em território leonês ficou em Toro. Em seguida, impôs aos magnates cristãos condições de paz que lhe permitiram não realizar qualquer campanha no norte em 998, o primeiro ano em que isso não sucedeu desde 977.

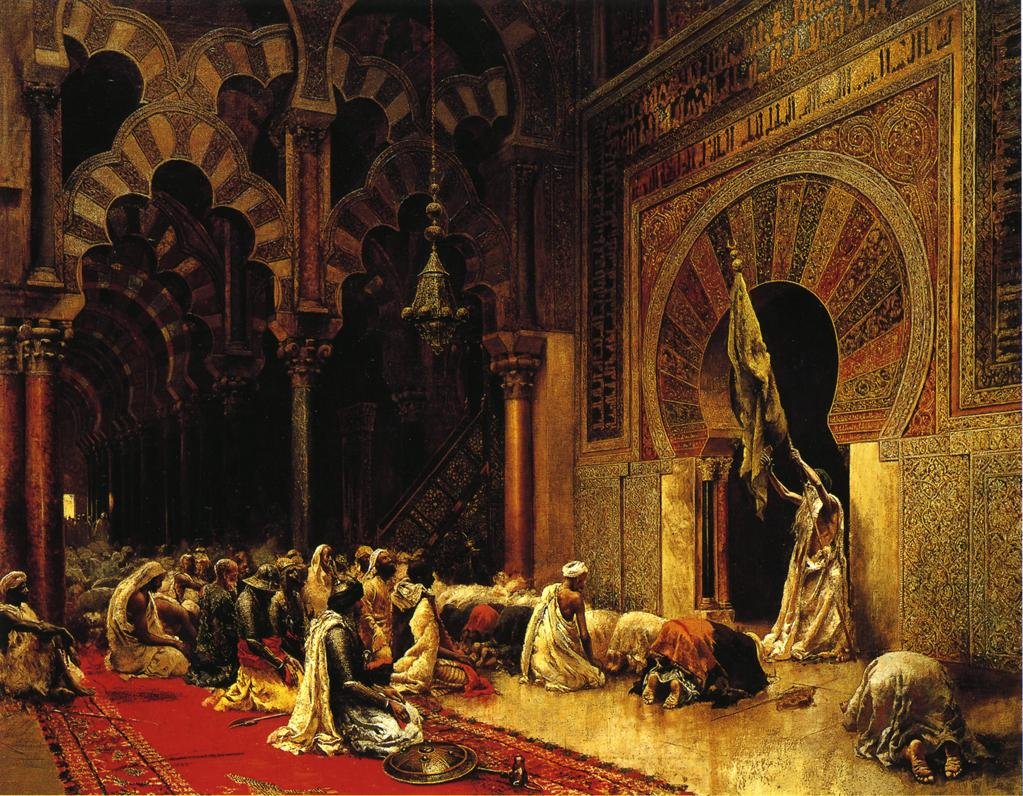
Apelo à jiade na Mesquita de Córdova, numa pintura de Edwin Lord Weeks. Almançor apresentou-se como um campeão do islão nas suas numerosas campanhas contra os estados cristãos peninsulares e usou esta imagem para justificar o seu poder político.

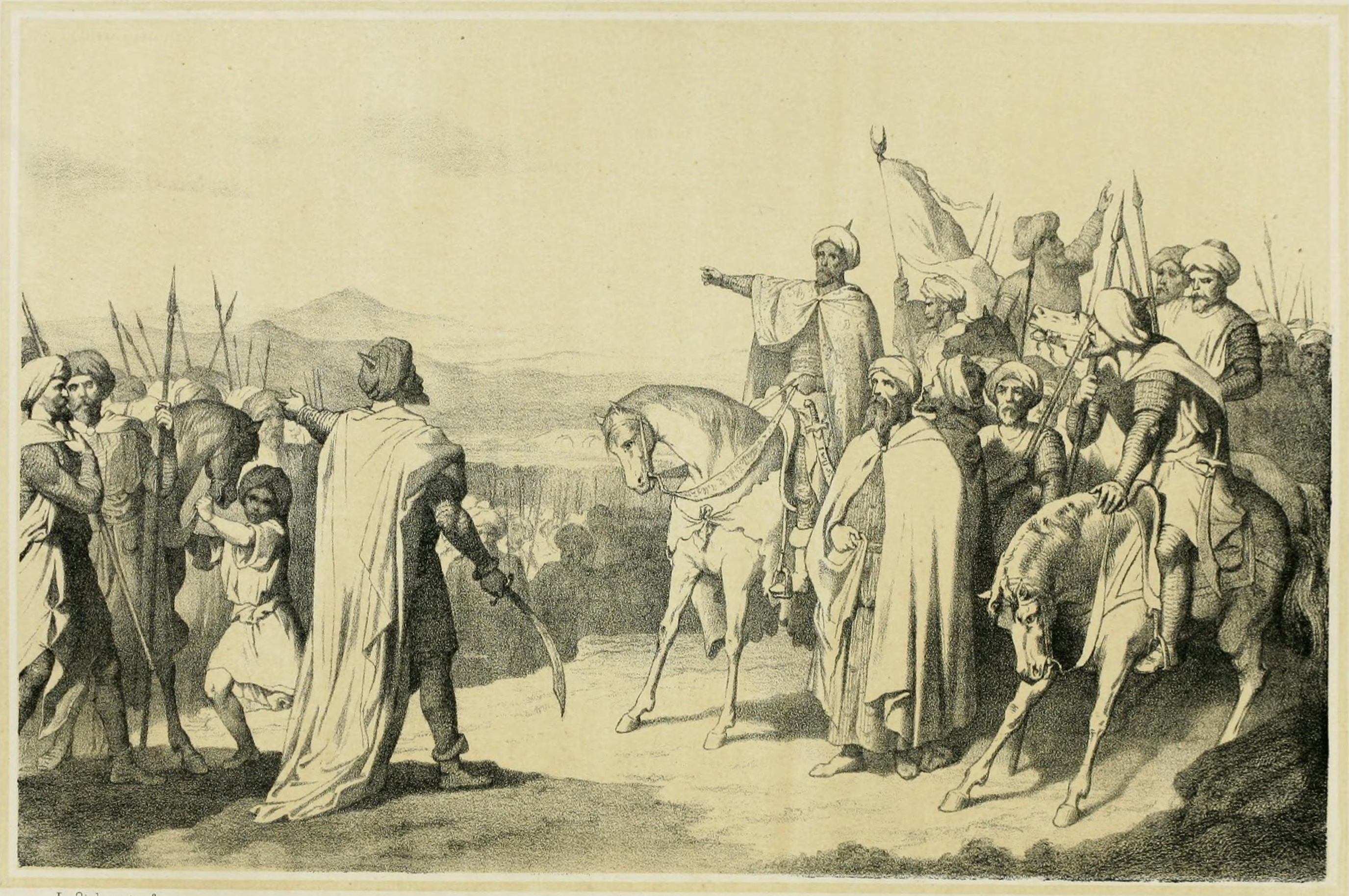
Gravura no primeiro volume de “Historia de la Villa y Corte de Madrid” (1860), onde se representa a receção de Almançor em Madrid em 977

Em 999 realizou a sua última incursão nas fronteiras orientais, onde, depois de passar por Pamplona, se dirigiu para leste. Na Catalunha arrasou Manresa e a planície de Bages em abril já tinha atacado o Condado de Pallars [es], governado pelo irmão da viúva do conde castelhano Garcia. Estima-se que a causa dos ataques a Navarra e à Catalunha poderá ter sido a tentativa do rei navarro e dos condes catalães de deixarem de pagar tributo a Córdova, aproveitando o facto de Almançor estar empenhado no esmagamento de Ziri ibne Atia no Magrebe.
Também em 999, a morte de Bermudo em setembro originou o surgimento duma nova fação no Reino de Leão a favor da ascensão ao trono de Afonso V, o que não impediu a formação duma ampla aliança anticordovesa a que se juntaram não só navarros e castelhanos mas também alguns clientes cristãos do califado. O conde Sancho Garcia de Castela, até então um aliado fiel do califado, que tinha conseguido evitar as incursões cordovesas nos seus territórios, uniu-se à coligação cristã, o que desencadeou um ataque de Almançor. Para grande surpresa deste, o conde castelhano conseguiu reunir numerosas tropas, suas e dos seus aliados, que intercetaram a marcha das unidades cordovesas a norte de Clúnia, desde uma forte posição defensiva. Os dois exércitos enfrentaram-se na dura Batalha de Cervera [es], travada a 29 de julho de 1000, que Almançor venceu a custo, graças à intervenção de 800 cavaleiros, após grande parte das suas tropas ter debandado.
Após a vitória em Cervera, em finais do ano realizou outra incursão na fronteira ocidental, durante a qual tomou Montemor-o-Velho a 2 de dezembro de 1000, após vencer feroz resistência. Por sua vez, o Reino de Pamplona sofreu vários ataques seguidos: a seguir à derrota de Cervera, em 1000, e nos dois anos seguintes. Apesar de já estar doente, a ponto de por vezes ter que ser transportado em liteira, nesse período aumentou o número de algaras.
A sua última aceifa, igualmente vitoriosa, foi realizada em 1002, quando já estava mortalmente enfermo — já sofria de artrite e de gota há vinte anos. O objetivo dessa campanha era vingar a quase derrota em Cervera e punir o conde castelhano Sancho, artífice da aliança que esteve à beira de vencer os cordoveses. Depois de ter saqueado e incendiado o mosteiro de San Millán de la Cogolla, dedicado ao padroeiro de Castela e situado em território do aliado navarro de Sancho, quando estava em Pamplona Almançor ordenou o regresso quando a sua saúde piorou. Acabaria por não chegar a Córdova, tendo morrido em Medinaceli quando estava de regresso à capital.
As aceifas vitoriosas de Almançor deveram-se aos seus dotes como tático militar e ao exército que comandava, o qual era uma força altamente profissionalizada cujas dimensões ofuscavam qualquer grupo de  mesnadas que os reis e condes cristãos conseguiam reunir para o enfrentarem em batalha, os quais eram formadas em poucas semanas na primavera ou verão e raras vezes ultrapassavam os mil cavaleiros e dois ou três mil homens. A distribuição de tipos de tropas mais frequente parece ter sido por cada cavaleiro haver dois ou três homens montados auxiliares (escudeiros e outros) e por cada um destes dois ou três peões. Naquele tempo, um exército de dez o quinze mil homens — um terço deles cavaleiros e o resto peões — era a máxima concentração de tropas que um governante conseguia levar para uma batalha. Por exemplo, as aceifas muçulmanas contavam com formações de apenas mil a dez mil homens. Um exército de dez ou quinze mil homens é considerado algo muito excecional e poucos historiadores acreditam que em alguma batalha tenha havido uma hoste com essas dimensões.
Nas suas campanhas Almançor deu uma importância vital à cavalaria, tendo reservado as ilhas do rio Guadalquivir para a criação de cavalos. As marismas nos arredores de Sevilha, Huelva e Cádis tinham boas pastagens para criar esses animais e também foram importadas mulas das ilhas Baleares e camelos de África, estes últimos criados na zona semidesértica entre Múrcia e Lorca. Segundo o historiador Joaquín Vallvé Bermejo, nas aceifas de Almançor normalmente participavam doze mil homens a cavalo, inscritos na hierarquia militar, aos quais, além do soldo habitual, era dado um cavalo com os seus arreios, armas, alojamento, pagamento e gratificações para despesas diversas, além de forragem para os cavalos, de acordo com a sua categoria.

#### Butim e escravos
As aceifas eram a continuação duma política iniciada nos tempos do emirado, que tinha como um dos seus principais objetivos a captura de numerosos escravos cristãos — conhecidos como "eslavos", "francos" ou, em árabe, saqtïliba ou saqáliba (plural de siqlabi, "escravo"). Estes eram a parte mais lucrativa dos butins e constituíam um excelente método de pagamento das tropas, pelo que muitas aceifas eram verdadeiras caçadas de pessoas. Destas atividades provinham muitos eunucos, os quais eram elementos imprescindíveis para trabalhar nos haréns; outros eram comprados já castrados em Verdun e descarregados em Pechina ou em Almeria, segundo Liuprando de Cremona. No entanto, o artigo mais valioso eram as jovens belas, em especial as louras e ruivas galegas, bascas e francas, usualmente descritas também com olhos azuis, grandes seios, quadris largos, pernas grossas e dentadura perfeita. Essas cativas iam para os hárens da família real e da aristocracia, não só como concubinas, mas também como esposas legítimas. À semelhança do que acontecia com os eunucos, algumas escravas eram compradas a piratas que atacavam as costas mediterrânicas, enquanto que outras vinham de localidades eslavas ou germânicas e eram frequentemente compradas a viquingues. Os escravos negros e negras eram importados do Sudão. Contudo, a maioria dos escravos adquiridos eram crianças que depois eram islamizados e postos a trabalhar na corte, muitas vezes como eunucos. Este lucrativo comércio estava nas mãos sobretudo de judeus, em parte devido às suas competências como intérpretes e embaixadores, embora também houvesse muitos muçulmanos nessa atividade.
Durante o regime amírida o já antes rico próspero andalusino de escravos alcançou proporções sem precedentes. Por exemplo, as crónicas mouras relatam que após ter destruído Barcelona em julho de 985, Almançor levou 70 mil cristãos acorrentados ao mercado de Córdova, e depois de destruir Simancas em julho de 983 capturou 17 mil mulheres e 10 mil nobres. Obviamente que estes números são muito exagerados, mas em todo o caso refletem a enorme dimensão do comércio de escravos durante o mandato de Almançor, que em algumas crónicas é descrito como "o importador de escravos". Outra prova da dimensão do comércio de escravos é o facto da amma (população) de Córdova ter pedido ao sucessor de Almançor que pusesse fim a esse comércio porque para conseguir um bom esposo para as filhas tinham que oferecer dotes exorbitantes, pois devido ao facto das escravas cristãs serem tão numerosas e baratas, muitos homens preferiam comprá-las em vez de se casarem com muçulmanas.

## Morte e sucessão
Mas, no final, a divina piedade compadeceu-se de tanta ruína e permitiu aos cristãos erguerem a cabeça, pois no 13.º ano do seu reinado, depois de muitas e horríveis matanças de cristãos, foi arrebatado em Medinaceli, grande cidade, pelo demónio que o havia possuído em vida, e sepultado no inferno.

— “Crónica Silense” (século XII) 

Versos do epitáfio esculpidos em mármore:
As suas façanhas vão-te ensinar sobre ele
como se o visses com os teus próprios olhos.
Por Deus que jamais voltará a dar ao mundo nada como ele,
nem defenderá as fronteiras outro que se lhe possa comparar.

— segundo o historiador magrebino ibne Idari
Almançor morreu de doença no dia 27 do mês do Ramadão de 392 do calendário islâmico (9 de agosto de 1002 no calendário gregoriano) em Medinaceli, quando tinha 65 anos. Nos seus últimos dias, já moribundo, aconselhou sobre o governo do califado o seu filho Abedal Maleque Almuzafar, que após a morte do pai foi rapidamente para Córdova para receber o cargo do pai e evitar qualquer veleidade de oposição dos partidários da família do califa.
O seu corpo foi coberto com um lençol de linho que as suas filhas tinham tecido com as suas próprias mãos e cuja matéria-prima era proveniente da renda da propriedade herdada dos seus antepassados em Turruxe. Sobre os seus restos mortais, enterrados no pátio do alcázar da cidade, foi espalhado pó que os seus servidores sacudiam das suas roupas depois de cada batalha contra os cristãos.
A dinastia de hájibes que fundou continuou com os seus dois filhos, primeiro Abedal Maleque e depois com Abderramão Sanchuelo. Este último foi incapaz de conservar o poder que herdou e morreu assassinado em 1009. A queda dos amíridas marcou o início da desagregação do califado, que acabaria dividido em taifas.
Mais tarde surgiu a lenda duma derrota imediatamente anterior à sua morte, a da Batalha de Calatanhaçor, que aparece primeiro na “Primeira Crónica Geral” (século XIII) e mais tarde noutros documentos. Segundo essa lenda, «em Calatañazor Almançor perdeu o tambor», uma expressão que indicava que ali perdeu a sua alegria devido à derrota que lhe foi infligida.